# Battaglia di Normandia
La battaglia di Normandia fu il complesso dei combattimenti seguiti allo sbarco avvenuto il 6 giugno 1944 sulle coste della Normandia, e terminati con la liberazione di Parigi da parte degli Alleati e la ritirata verso la Germania delle truppe tedesche sfuggite dalla sacca di Falaise. Essa si svolse nel quadro del piano Alleato d'invasione dell'Europa nord-occidentale, denominato in codice operazione Overlord. I combattimenti in Normandia costituirono il preludio alle battaglie sulla Linea Sigfrido, all'invasione del Terzo Reich e alla fine della seconda guerra mondiale in Europa.
La campagna consentì l'apertura del secondo fronte, insistentemente richiesto da Stalin dall'inizio dell'operazione Barbarossa, e riuscì a sottrarre risorse alle forze tedesche impegnate sul fronte orientale contro l'Armata Rossa.

## L'attacco al Vallo Atlantico
L'attacco al Vallo Atlantico ebbe inizio il mattino del 6 giugno 1944 con lo sbarco delle truppe Alleate sul tratto normanno della costa francese compreso tra Quinéville e Merville; il comando delle operazioni fu affidato al generale statunitense Dwight D. Eisenhower mentre il comando delle truppe di terra, il XXI gruppo d'armate Alleato, fu affidato al generale britannico Bernard Law Montgomery.
L'attacco fu preceduto durante la notte da azioni aviotrasportate, effettuate allo scopo di occupare alcuni punti ritenuti strategici nell'entroterra, compiute nella parte ovest delle zone di sbarco dall'82ª e dalla 101ª divisione aerotrasportate statunitensi, comandate rispettivamente dai generali Matthew Ridgway e Maxwell D. Taylor, e nella zona est dalla 6ª divisione aviotrasportata britannica, comandata dal generale Richard Nelson Gale.
Le operazioni di sbarco furono dirette verso cinque spiagge, i cui nomi in codice erano: Utah e Omaha, dove prese terra la 1ª armata statunitense del generale Omar Bradley, e Gold, Juno e Sword, dove sbarcò la 2ª armata britannica comandata dal generale Miles Dempsey. Le spiagge erano comprese in un settore, la Normandia, presidiato dalla 7ª armata tedesca del generale Friedrich Dollmann, appartenente a sua volta allo Heeresgruppe B comandato dal feldmaresciallo Erwin Rommel, il quale era parte del più ampio Oberbefehlshaber West, il comando del fronte occidentale comandato dal feldmaresciallo Gerd von Rundstedt.
Nelle prime 24 ore dell'invasione, gli Alleati prevedevano di riuscire a occupare una striscia di terra profonda dai 10 ai 15 chilometri, che avrebbe dovuto comprendere a ovest dell'estuario del fiume Vire, la parte della penisola di Cotentin prospiciente la città di Carentan, al centro delle zone di sbarco la città di Bayeux e a est la città di Caen, ma nessuno di questi obiettivi fu raggiunto. Alla fine della giornata una breccia di circa 12 chilometri separava gli statunitensi dai britannici e un'altra, di circa 5 chilometri, separava i canadesi dal resto delle truppe britanniche. Le perdite complessive Alleate nel D-Day furono comprese tra le 10000 e le 12000 unità, mentre quelle di parte tedesca furono stimate tra i 4000 e i 9000 uomini.

## La prima fase (7 giugno - 20 luglio 1944)

### Fronte della 2ª armata britannica

#### Il primo attacco verso Caen
Il generale Montgomery, riscontrato il fallimento del tentativo di occupare l'importante nodo stradale e ferroviario di Caen entro la giornata del D-Day, giunse in Francia l'8 giugno e stabilì il suo quartier generale nei terreni del castello di Creully, dove constatò di persona sia lo stato di prostrazione delle truppe, da due giorni costantemente a contatto con il nemico, sia la forza del dispositivo difensivo tedesco nei dintorni della città.

La direttrice d'attacco dell'operazione Perch (7 - 14 giugno 1944).

Il giorno precedente infatti, dopo che la 50ª divisione di fanteria britannica "Northumbria", comandata dal generale Douglas Alexander Graham, aveva occupato Bayeux senza combattere a causa del frettoloso ritiro dei tedeschi, la 3ª divisione di fanteria canadese, comandata dal generale Rod Keller, si era diretta verso est e aveva portato il primo attacco in direzione di Caen nel quadro della cosiddetta "operazione Perch", ma le sue avanguardie, costituite dalla 7ª brigata del generale Harry W. Foster e dalla 9ª brigata, si erano trovate di fronte ai reparti avanzati della 12. SS-Panzer-Division "Hitlerjugend" comandata dallo SS-Brigadeführer Kurt Meyer che, insieme con le altre unità corazzate di riserva (la Panzer-Lehr-Division del generale Fritz Bayerlein e la 1. SS-Panzer-Division "Leibstandarte SS Adolf Hitler" dello SS-Brigadeführer Theodor Wisch), si stava dirigendo, nonostante le difficoltà dovute alla pressoché assoluta superiorità aerea da parte degli Alleati, verso la costa per unirsi alla 21ª divisione corazzata del generale Edgar Feuchtinger. Le due brigate canadesi subirono gravi perdite, venendo costrette ad arrestare la loro marcia e ad arretrare di circa 3 chilometri ma i tedeschi non riuscirono a realizzare lo sfondamento della linea Alleata per giungere fino alla Manica.

Carri armati della 7ª divisione corazzata britannica lasciano la spiaggia Gold per avanzare verso l'entroterra francese.

La sera del 9 giugno la Panzer-Lehr-Division giunse in linea e si schierò sul fianco sinistro della Hitlerjugend, nella zona della cittadina di Tilly-sur-Seulles, a sud-est di Caen, costituendo, insieme con la 21ª divisione corazzata, un forte dispositivo difensivo intorno alla città. Dopo che l'avanzata della 50ª divisione di fanteria canadese venne nuovamente arrestata a seguito di violenti combattimenti, il generale Montgomery decise di impegnare nella battaglia quelle che lui considerava le sue forze migliori: la 51ª divisione di fanteria "Highland", comandata dal generale D.C. Bullen-Smith, e la 7ª divisione corazzata, comandata dal generale George Erskine. Tali forze vennero impiegate in un attacco sui due fianchi del dispositivo difensivo tedesco di Caen: la 51ª divisione di fanteria "Highland" doveva superare la testa di ponte sul fiume Orne, creata dalla 6ª divisione aviotrasportata la notte precedente allo sbarco, e attaccare la città da est, mentre la 7ª divisione corazzata sarebbe avanzata da ovest; era inoltre previsto il lancio della 1ª divisione aviotrasportata, comandata dal generale Roy Urquhart, alle spalle di Caen ma questo sarebbe stato effettuato solo se le condizioni dell'avanzata si fossero rivelate favorevoli.

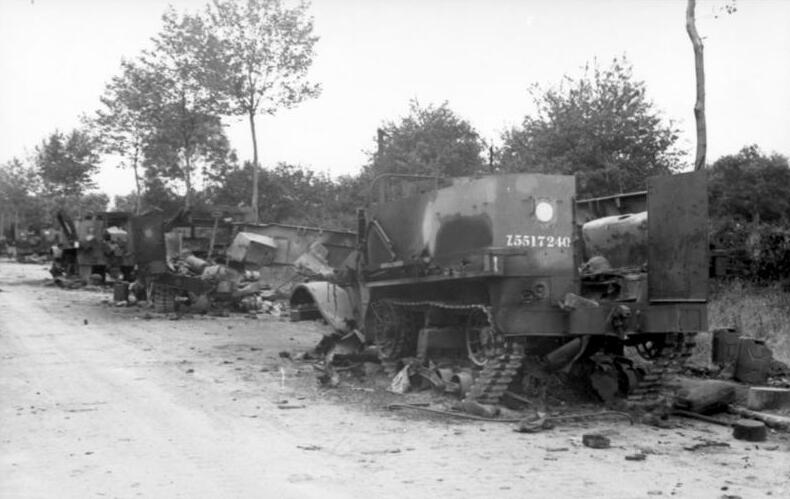
La colonna di mezzi corazzati britannici distrutta dall'azione dello SS-Hauptsturmführer Michael Wittmann durante la battaglia di Villers-Bocage

L'attacco ebbe inizio l'11 giugno ma il contrattacco tedesco inflisse gravi perdite agli Alleati e l'unico significativo successo fu costituito dalla conquista di Bréville-sur-Mer da parte del XII battaglione della 6ª divisione aviotrasportata ma, dopo due giorni di intensi combattimenti, l'attacco da est verso Caen dovette essere interrotto; sul lato ovest la 7ª divisione corazzata individuò uno spazio debolmente difeso del fronte tedesco tra Caumont e Villers-Bocage e, il mattino del 13 giugno, i primi carri armati Cromwell fecero il loro ingresso nella cittadina di Villers-Bocage festeggiati dalla popolazione facendo credere per poche ore al generale Montgomery che l'operazione potesse avere successo ma, nella zona prospiciente la cittadina, stazionava un reparto di cinque carri Tiger, appartenenti al 101º battaglione carri pesanti SS del I corpo corazzato SS, comandati dall'Hauptsturmführer Michael Wittmann.
L'ufficiale tedesco osservò la colonna corazzata britannica che si era arrestata all'esterno della cittadina e decise di lanciarsi in un'azione solitaria: percorrendo la strada, ai lati della quale sostavano i mezzi corazzati britannici, sparò ad alzo zero e a distanza ravvicinata contro di loro, distruggendo 21 carri armati più altri 28 veicoli corazzati prima di allontanarsi per unirsi ai reparti avanzati della 2ª divisione corazzata, comandata dal generale Heinrich Freiherr von Lüttwitz, che stava convergendo presso Villers-Bocage, provocando il ripiegamento dei reparti britannici dalla cittadina che venne rapidamente riconquistata. Il giorno successivo il XXX corpo britannico, comandato dal generale Gerard Bucknall, tentò nuovamente di avanzare ma ancora una volta, nonostante un consistente appoggio aereo, i carri armati della 7ª divisione corazzata vennero fermati e questi evitarono di essere accerchiati solamente grazie a un intenso fuoco di artiglieria che rallentò il contrattacco della 2ª divisione corazzata tedesca. La breccia nel fronte tedesco fu comunque saldata e anche l'attacco da ovest verso Caen dovette essere interrotto.

#### I tentativi di sfondamento del fronte tedesco

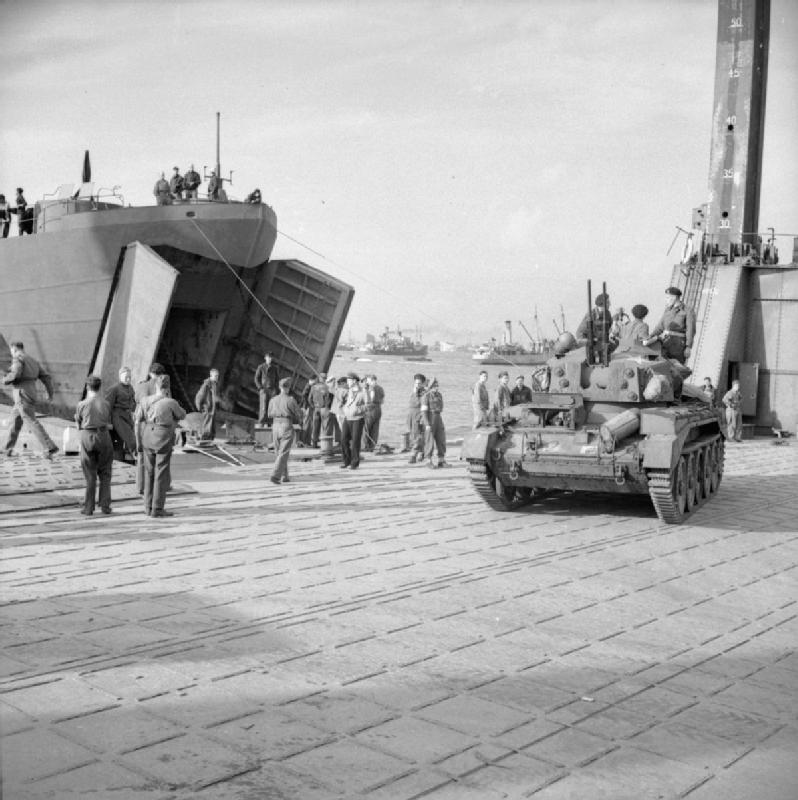
Un carro armato britannico Mk VI Crusader attraversa il porto artificiale Mulberry ad Arromanches.

Frustrato dalla resistenza tedesca il primo tentativo di prendere Caen, le operazioni della 2ª armata britannica subirono un ulteriore rallentamento, dovuto tanto al consolidarsi della linea difensiva del fronte da parte delle divisioni corazzate tedesche quanto a una burrasca sulla Manica, avvenuta tra il 19 e il 23 giugno, che rese inutilizzabile il porto Mulberry statunitense e danneggiò gravemente quello britannico, impedendo l'afflusso di rifornimenti e privando le forze Alleate di circa 140000 tonnellate di materiali. Il generale Montgomery utilizzò questo tempo per analizzare la situazione e si persuase che, data la "chiusura" delle forze tedesche intorno alla testa di ponte Alleata, non sarebbe stato possibile forzarne il dispositivo con singole unità e per il terzo tentativo di occupare Caen utilizzò l'intero VIII corpo, al comando del generale Richard O'Connor, su un fronte di circa 7 chilometri situato nella zona tra Carpiquet e Rauray; questo comprendeva la 15ª divisione di fanteria "Scottish", comandata dal generale Gordon Holmes MacMillan, l'11ª divisione corazzata, comandata dal generale George Philip Bradley Roberts, e la 43ª divisione di fanteria "Wessex", comandata dal generale Gwilym Ivor Thomas. Queste unità, dal 26 giugno, forti di 60000 uomini e 600 carri armati, appoggiati da 700 pezzi di artiglieria e supportati dalle batterie navali delle unità da guerra, avanzarono a ovest di Caen nel quadro della cosiddetta "operazione Epsom".

Fanti britannici del 7º reggimento "Seaforth Highlanders" il primo giorno dell'operazione Epsom in attesa di avanzare

Le unità corazzate britanniche, seguite dalla fanteria, incominciarono ad avanzare e il 27 giugno le avanguardie dell'11ª divisione corazzata attraversarono il fiume Odon, mentre, il giorno 29, vennero occupate le alture di "quota 112", e, dopo intensi combattimenti, venne respinto il contrattacco portato dalla 9ª e 10ª divisione corazzata SS (comandate rispettivamente dallo Standartenführer Thomas Müller e dal Brigadeführer Heinz Harmel) appartenenti al II SS-Panzerkorps comandato dall'Oberstgruppenführer Paul Hausser, trasferito dalla Polonia. Il generale Dempsey tuttavia, aspettandosi un secondo contrattacco con forze maggiori proveniente da est, ritenne che la posizione dell'11ª divisione corazzata fosse troppo esposta al rischio di essere tagliata fuori e lo stesso giorno ne ordinò il ritiro sulla sponda sinistra del fiume, mentre il 30 giugno fu dato ordine all'VIII corpo di fermare la sua avanzata, terminando di fatto dopo soli quattro giorni l'operazione Epsom, e con essa il terzo tentativo di prendere Caen; allo stesso tempo i tedeschi, nonostante continuassero a tenere con successo il loro fianco sinistro, ancora una volta non erano riusciti a fare indietreggiare gli Alleati verso il Canale.

Movimenti dal 7 al 9 luglio del I corpo d'armata britannico durante l'operazione Charnwood

La battaglia per la conquista di Caen che durava da circa un mese aveva contribuito ad abbassare il morale delle truppe e solo l'occupazione di Cherbourg aveva portato una dose di entusiasmo negli Alleati in un momento in cui la preoccupazione di un possibile intervento della 15ª armata, comandata dal generale Hans von Salmuth e ancora trattenuta per ordine di Adolf Hitler nella zona del Passo di Calais in previsione di un secondo sbarco, diventava sempre più forte, preoccupazione aggravata dall'intensificarsi dei bombardamenti che Londra subiva da parte delle V1 e delle V2. Dopo una settimana dal fallimento dell'operazione Epsom, il generale Montgomery dispose un'altra offensiva, che sarebbe stata condotta dal I corpo, comandato dal generale John Crocker, per attaccare nuovamente la città, nel quadro della cosiddetta "operazione Charnwood". Tale unità era composta dalla 1ª divisione di fanteria, comandata dal generale Harold Alexander, dalla 2ª divisione di fanteria, comandata dal generale Henry Loyd, e dalla 48ª divisione "South Midland", comandata dal generale Arthur Edward Grassett, e, l'8 luglio, preceduta da un intenso bombardamento aereo effettuato la sera prima, si mosse per effettuare il quarto tentativo di conquistare Caen.

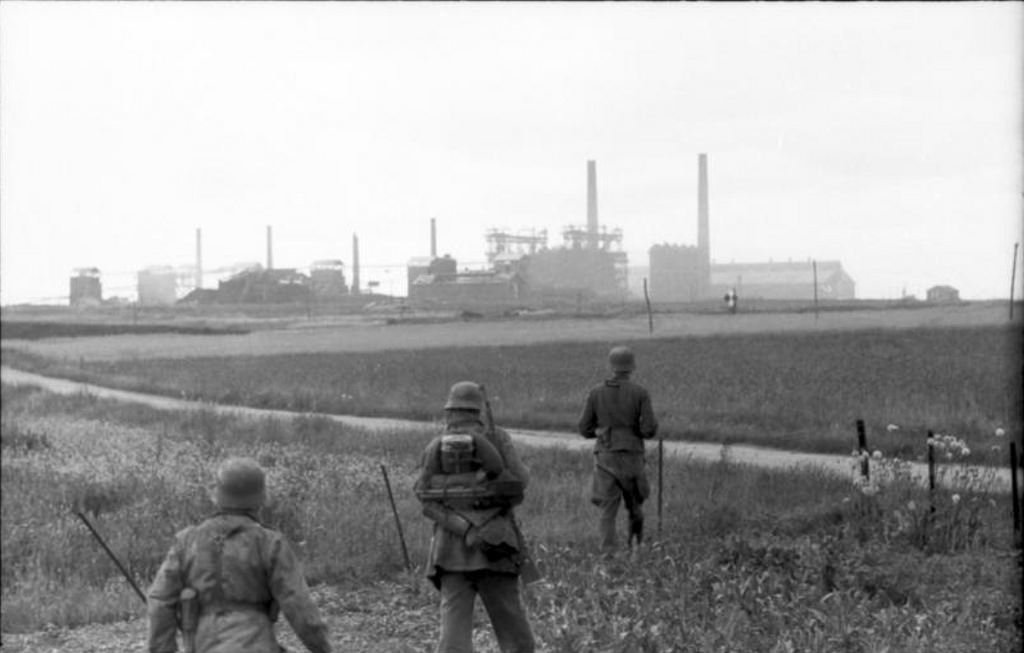
Fanti tedeschi nei pressi di una delle fabbriche di acciaio site a Colombelles

Durante i primi due giorni di battaglia i reparti di fanteria britannici riuscirono a spingersi fino alla riva settentrionale del fiume Orne, nonostante la resistenza della 12. SS-Panzer-Division "Hitlerjugend" continuasse a essere, a dispetto delle perdite patite e non rimpiazzate, ancora molto intensa; la 3ª divisione di fanteria canadese e la 3ª divisione di fanteria meccanizzata, comandata dal generale Lashmer Whistler, riuscirono a penetrare nella periferia di Caen, mentre a ovest la 43ª divisione di fanteria "Wessex" riuscì, nonostante gravi perdite, a riconquistare quota 112 ma i tedeschi riuscirono a tenere due punti strategici quali la collina di Bourguébus e le grandi fabbriche di acciaio di Colombelles.
Lo stesso giorno gli Alleati si impadronirono dei paesi di Éterville e Maltot continuando ad avanzare, nonostante un contrattacco sferrato durante la notte dalla Hitlerjugend che aveva permesso a un reparto di panzergrenadier di rioccupare brevemente la quota 112, e, mentre al centro dello schieramento la 59ª divisione di fanteria "Staffordshire", comandata dal generale Lewis Lyne, si faceva strada tra le rovine di Caen, la 3ª divisione di fanteria canadese riuscì a occupare Bretteville e l'aeroporto di Carpiquet.

#### La conquista di Caen

Un carro armato britannico Cromwell attraversa un ponte Bailey sul canale di Caen durante l'operazione Goodwood.

Contemporaneamente all'avanzata su Caen il generale Dempsey propose a Montgomery un piano basato sull'uso di consistenti forze corazzate, allo scopo di operare quello sfondamento delle linee tedesche che fino a quel momento era mancato; il piano di attacco, la cosiddetta "operazione Goodwood", consisteva nella partenza dalla testa di ponte sull'Orne, dopo un intenso bombardamento aereo che avrebbe ammorbidito le difese tedesche, con le tre divisioni corazzate appartenenti all'VIII corpo, la 7ª e l'11ª divisione corazzata e la divisione corazzata della Guardia, comandata dal generale Allan Adair, che assommavano circa 8000 tra carri armati e mezzi corazzati, e, dopo il superamento dell'altura di Bourguébus, l'avanzata nella pianura retrostante fino a Falaise. Il II corpo d'armata canadese, comandato dal generale Guy Simonds, avrebbe completato l'occupazione di Caen, mentre il I corpo e il XII corpo d'armata britannico, comandato dal generale Neil Ritchie, integrati dalla 79ª divisione corazzata del generale Percy Hobart, avrebbero attaccato sui fianchi per circondare e distruggere le ultime difese tedesche.

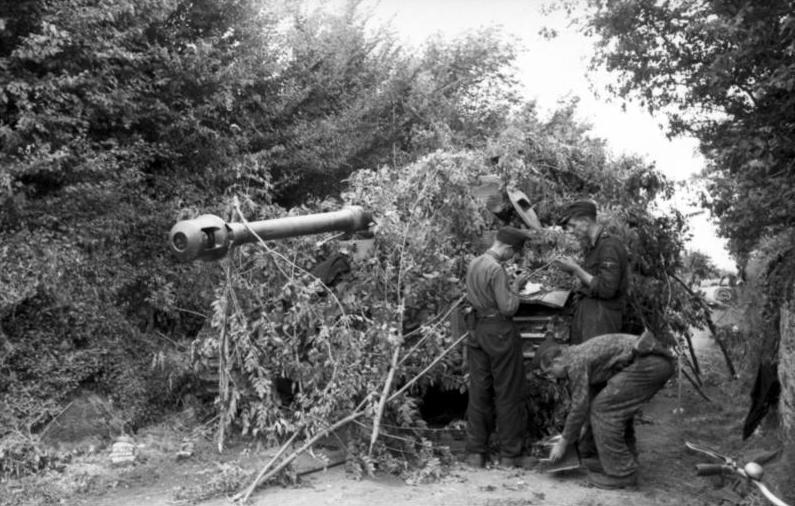
Un panzer tedesco Tiger I, mimetizzato nel bocage della Normandia.

L'attacco ebbe inizio alle ore 07:30 del 18 luglio, preceduto dal bombardamento aereo durato tre ore ed effettuato in tre ondate che sembrava avere frantumato le difese tedesche. In realtà, nei pressi del villaggio di Cagny, una batteria di quattro cannoni antiaerei da 88 mm aprì il fuoco contro le avanguardie corazzate britanniche distruggendo 16 carri Sherman, e l'avanzata subì un forte rallentamento dovuto non solo alle difese controcarro tedesche ma anche a causa dell'ingorgo provocato dal grande numero di mezzi corazzati che dovevano attraversare gli stretti corridoi dei campi minati; solo intorno alle ore 16:00 l'11ª divisione corazzata riuscì a fare il suo ingresso a Cagny mentre la fanteria raggiunse l'unità corazzata un'ora dopo. La reazione tedesca fu immediata ed efficace in quanto Rommel era venuto a conoscenza del piano dal proprio servizio informazioni e il generale Heinrich Eberbach aveva disposto cinque linee di panzer e di cannoni anticarro per fermare l'attacco britannico: nei combattimenti del 18 luglio, gli Alleati persero circa 200 carri armati.
Al centro dello schieramento il II corpo d'armata canadese riuscì a conquistare quasi completamente Caen, anche se sul fianco sinistro i reparti di fanteria soffrirono la perdita di circa 2000 uomini, ma i tedeschi continuavano a tenere l'altura di Bourguébus e un attacco tentato dalla 7ª divisione corazzata venne respinto e le difese furono ulteriormente rafforzate; la linea difensiva tedesca, a dispetto della perdita dopo più di un mese di Caen, non venne sfondata e l'attacco dovette essere interrotto. L'operazione Goodwood non riuscì a realizzare l'intento degli Alleati di sfondare il dispositivo difensivo tedesco allo scopo di aprirsi la strada verso Falaise: la credibilità del generale Montgomery, a causa di questo insuccesso, diminuì fortemente, da parte sia dei generali Eisenhower e Bradley sia di molti ufficiali subalterni, e le truppe soffrirono la perdita di oltre 5500 uomini e 400 carri armati.

### Fronte della 1ª armata statunitense

#### L'avanzata nella penisola di Cotentin e l'occupazione di Carentan

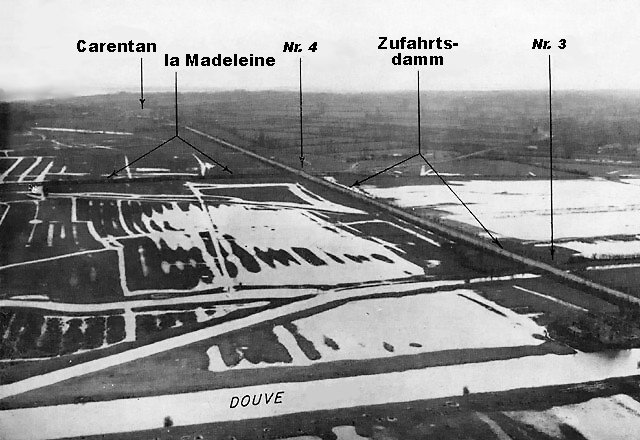
Foto aerea della strada per Carentan, sita tra le zone allagate dai tedeschi nei giorni precedenti lo sbarco.

Le forze statunitensi sbarcate sulle spiagge Utah e Omaha il 6 giugno, insieme con quelle paracadutate la notte precedente nella zona di Sainte-Mère-Église, avevano il compito di occupare la penisola di Cotentin e la città di Cherbourg con il suo importante porto, compito affidato al VII corpo, comandato dal generale Joseph Lawton Collins, ma l'avanzata sarebbe stata condizionata non solo dalla resistenza tedesca ma anche dalla natura del terreno, il quale era caratterizzato dal bocage (una serie di terrapieni e di siepi spessi fino a tre metri e distanziati tra loro nella misura variabile di trenta e sessanta metri, difficilmente penetrabili da parte dei carri armati e ideali per creare postazioni difensive), e dalle zone paludose presenti nella penisola, allagate dai tedeschi nei giorni precedenti allo sbarco, allo scopo di limitare le possibili attività di truppe paracadutate o l'atterraggio di alianti.
I primi movimenti delle truppe statunitensi dopo il D-Day furono effettuati dalla 29ª divisione di fanteria, comandata dal generale Charles H. Gerhardt, che si mosse verso ovest per congiungersi al 2º battaglione Ranger, comandato dal colonnello James Earl Rudder che presidiava il Pointe du Hoc conquistato il giorno dello sbarco, e dalla 1ª divisione di fanteria, comandata dal generale Clarence R. Huebner, la quale si congiunse l'8 giugno con le forze britanniche del XXX corpo, liberando la cittadina di Isigny-sur-Mer, mentre il V corpo, comandato dal generale Leonard T. Gerow, incominciava a raggrupparsi per dirigersi successivamente verso Caumont.

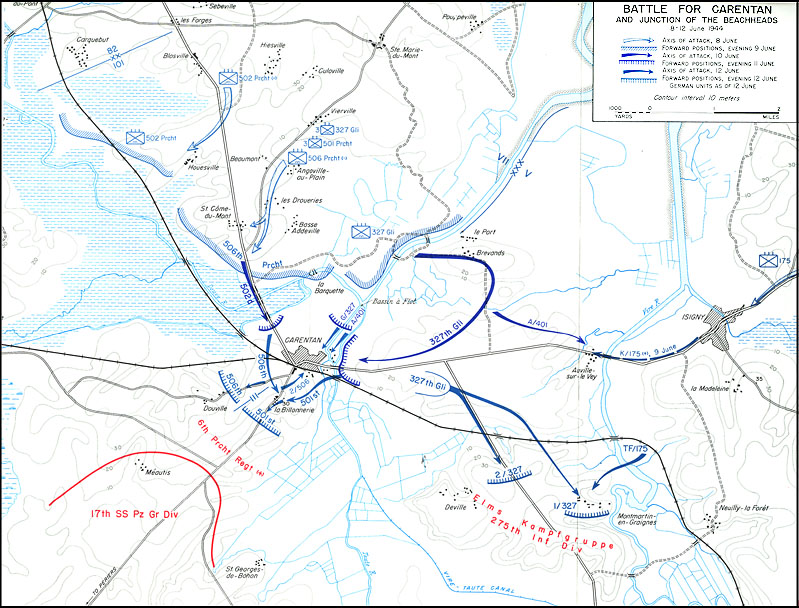
Movimenti delle truppe statunitensi durante l'attacco a Carentan

Il dispositivo difensivo tedesco presente nella zona era rappresentato da tre divisioni di fanteria: la 91ª, comandata dal generale Eugen König, la 709ª, comandata dal generale Karl-Wilhelm von Schlieben, e la 243ª, comandata dal generale Heinz Hellmich, alle quali si aggiunsero, dopo lo sbarco, la 77ª, comandata dal generale Rudolf Stegmann, e la 17ª divisione SS panzergrenadier, comandata dal Brigadeführer Werner Ostendorff. In quel settore tuttavia la 7ª armata tedesca, diversamente dal suo fianco destro, non disponeva delle unità corazzate necessarie a effettuare un contrattacco per tentare di respingere la 1ª armata statunitense verso la Manica e quindi l'attività delle forze tedesche sarebbe stata limitata ad arginarne l'avanzata, confidando in un possibile sfondamento verso ovest da parte delle quattro divisioni corazzate presenti nel settore di Caen.
Il primo obiettivo che il generale Bradley intese realizzare fu l'occupazione della città di Carentan, importante nodo stradale della Normandia e previsto punto di congiunzione tra le forze sbarcate sulle spiagge Utah e Omaha, la quale venne preventivamente sottoposta a intensi bombardamenti, ma le avanguardie della 29ª e della 90ª divisione di fanteria, comandata dal generale Jay MacKelvie, furono inizialmente bloccate dalla resistenza tedesca e dovettero essere integrate dagli elementi dell'82ª e della 101ª divisione aerotrasportata che si trovavano sul posto, mentre la 9ª divisione di fanteria, comandata dal generale Manton S. Eddy, dovette soffrire pesanti perdite per superare i bunker e le postazioni in cemento del Vallo Atlantico site a Saint-Marcouf sulla strada per Carentan. Il 12 giugno le truppe Alleate fecero il loro ingresso nella città, respingendo il giorno successivo il contrattacco portato dalla 17ª divisione SS panzergrenadier, ma solo il 18 giugno, con la presa della cittadina di Barneville-Carteret, le truppe statunitensi riuscirono a "isolare" la parte settentrionale della penisola di Cotentin e a incominciare ad avanzare in direzione nord verso il loro obiettivo Cherbourg.

#### La caduta di Cherbourg

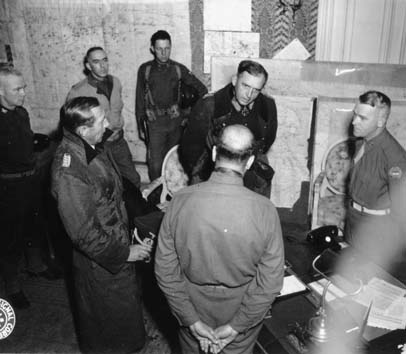
Il generale tedesco Karl von Schlieben (di fronte) e il generale statunitense Joseph Lawton Collins (a destra) durante le trattative per la resa di Cherbourg.

Isolata la penisola di Cotentin, e tagliate fuori le forze tedesche presenti nell'area, il VII corpo incominciò a dirigersi verso Cherbourg, la cui difesa venne affidata al generale Karl-Wilhelm von Schlieben, mentre al sopraggiunto VIII corpo d'armata, comandato dal generale Troy H. Middleton, fu delegato il compito di mantenere e di consolidare la linea che univa Carentan a Barneville-Carteret. L'attacco, preceduto da un intenso bombardamento effettuato da circa 1000 bombardieri e da alcuni piccoli scontri durati due giorni, cominciò il 22 giugno, appoggiato anche dal mare grazie all'azione di due corazzate, le unità della marina militare statunitense USS Arkansas e USS Texas, 5 incrociatori e 11 cacciatorpediniere, e l'avanzata fu inizialmente abbastanza rapida, in quanto il piano originario di difesa tedesco prevedeva tre deboli linee difensive esterne su di un fronte largo circa 50 chilometri ma, immediatamente dopo l'inizio dell'offensiva, tutte le forze disponibili si diressero verso le postazioni site all'interno della cinta difensiva della città, costringendo le divisioni del VII corpo ad attaccare i bunker e le casematte sotto il fuoco dei difensori.

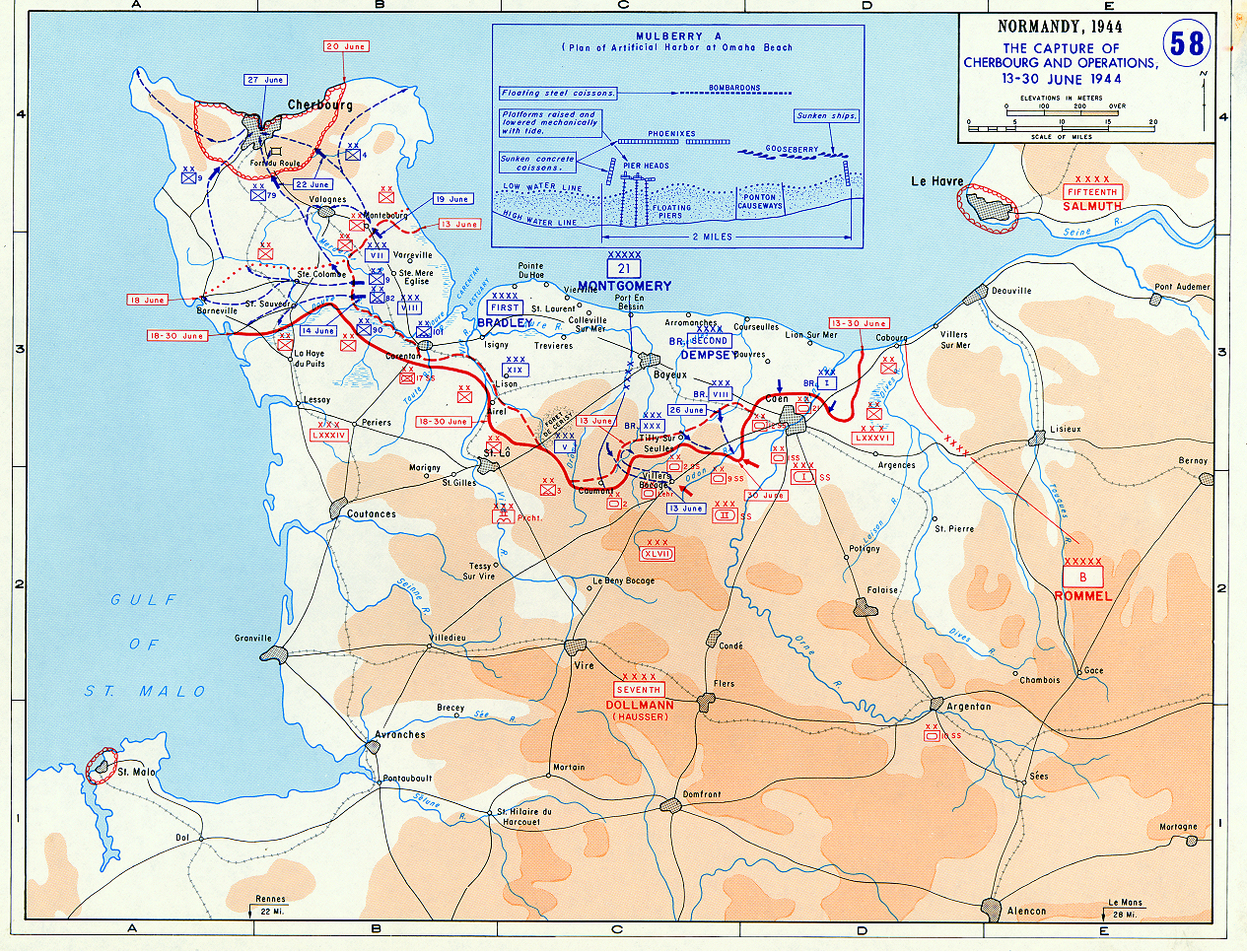
Linea del fronte al 30 giugno 1944.

Il 24 giugno reparti della 9ª divisione occuparono Octeville e attaccarono la periferia della città da sud-ovest, mentre, al centro dello schieramento, avanzò in direzione nord la 79ª divisione di fanteria, comandata dal generale Ira T. Wyche; Hitler pretese la difesa a oltranza della piazzaforte confidando che la resistenza sarebbe durata almeno otto settimane, ma il generale von Schlieben, constatata l'impossibilità di resistere, si arrese il giorno 26, evitando tuttavia di ordinare la resa dei "forti", ossia le postazioni difensive dell'area portuale e del nord della penisola, le quali resistettero fino al giorno successivo, mentre solo il 1º luglio, con la conquista di Cap de la Hague, le operazioni nella penisola di Cotentin poterono dirsi concluse.
Gli Alleati tuttavia, anche se conseguirono una notevole vittoria sul piano del morale e del prestigio, non riuscirono a sfruttare il vantaggio logistico dell'occupazione del grande porto in quanto tutte le attrezzature erano state meticolosamente demolite, i canali erano stati minati e tutti i bacini erano stati resi inservibili dai relitti di navi che i tedeschi avevano preventivamente affondato, tanto che dovettero passare circa tre mesi affinché le strutture potessero essere utilizzate per lo sbarco dei materiali, ma a quella data praticamente tutti i porti della Francia e del Belgio erano già in mano Alleata.

### Il fronte orientale e il tentativo di colpo di Stato in Germania

#### L'offensiva sovietica
Due settimane dopo lo sbarco, e contemporaneamente all'inizio dell'attacco statunitense verso Cherbourg, il 22 giugno 1944 l'Armata Rossa sferrò l'offensiva sul fronte orientale tedesco in direzione della Bielorussia e della Polonia, allo scopo di accerchiare e distruggere l'Heeresgruppe Mitte, comandato dal feldmaresciallo Ernst Busch; tale offensiva, comandata dai marescialli Aleksandr Vasilevskij e Georgij Žukov, prosciugò velocemente le ormai scarse riserve di cui la Wehrmacht disponeva e, da quel momento, rese definitivamente impossibile lo spostamento di qualunque forza, comprese quelle della Luftwaffe, da un fronte all'altro, accelerando di fatto la definitiva sconfitta del Terzo Reich che sarebbe avvenuta undici mesi dopo.

#### L'attentato a Hitler
Gli eventi che si succedettero nel giugno del 1944 indussero un gruppo di militari e politici, che da più di due anni cospiravano per eliminare Hitler, a passare all'azione. L'idea di un attentato ai danni del Führer ebbe le sue origini durante un incontro, avvenuto nel settembre del 1943, tra il feldmaresciallo Günther von Kluge, il generale a riposo Ludwig Beck, il dottor Carl Friedrich Goerdeler e il generale Friedrich Olbricht, riunitisi presso l'appartamento di quest'ultimo. Due dei primi tentativi non furono materialmente realizzati e il terzo fallì; a quel punto Olbricht, il generale Henning von Tresckow e il colonnello Claus Schenk von Stauffenberg elaborarono alcune modifiche al "piano Walküre", il piano di mobilitazione dell'esercito territoriale, per realizzare un colpo di Stato che sarebbe seguito alla morte di Hitler per poi, una volta preso il potere, porre termine alla guerra.
Il 20 luglio 1944, von Stauffenberg si recò alla Wolfsschanze per partecipare a una riunione informativa sull'attuale situazione militare, dove sarebbe stato presente anche il Führer, e collocò sotto al tavolo una bomba che esplose dopo pochi minuti dalla sua uscita. Hitler sopravvisse all'attentato e il colpo di Stato fallì nel giro di poche ore; la repressione fu feroce e alcuni tra i più alti ufficiali della Wehrmacht furono giustiziati o si suicidarono (tra questi il feldmaresciallo von Kluge, in quel momento al comando dell'Oberbefehlshaber West), e anche il convalescente feldmaresciallo Rommel, nonostante la sua partecipazione al complotto non fosse stata provata, fu indotto al suicidio.

## La seconda fase (25 luglio - 26 agosto 1944)

### Fronte della 1ª armata statunitense

#### L'avanzata verso sud e la conquista di Saint-Lô

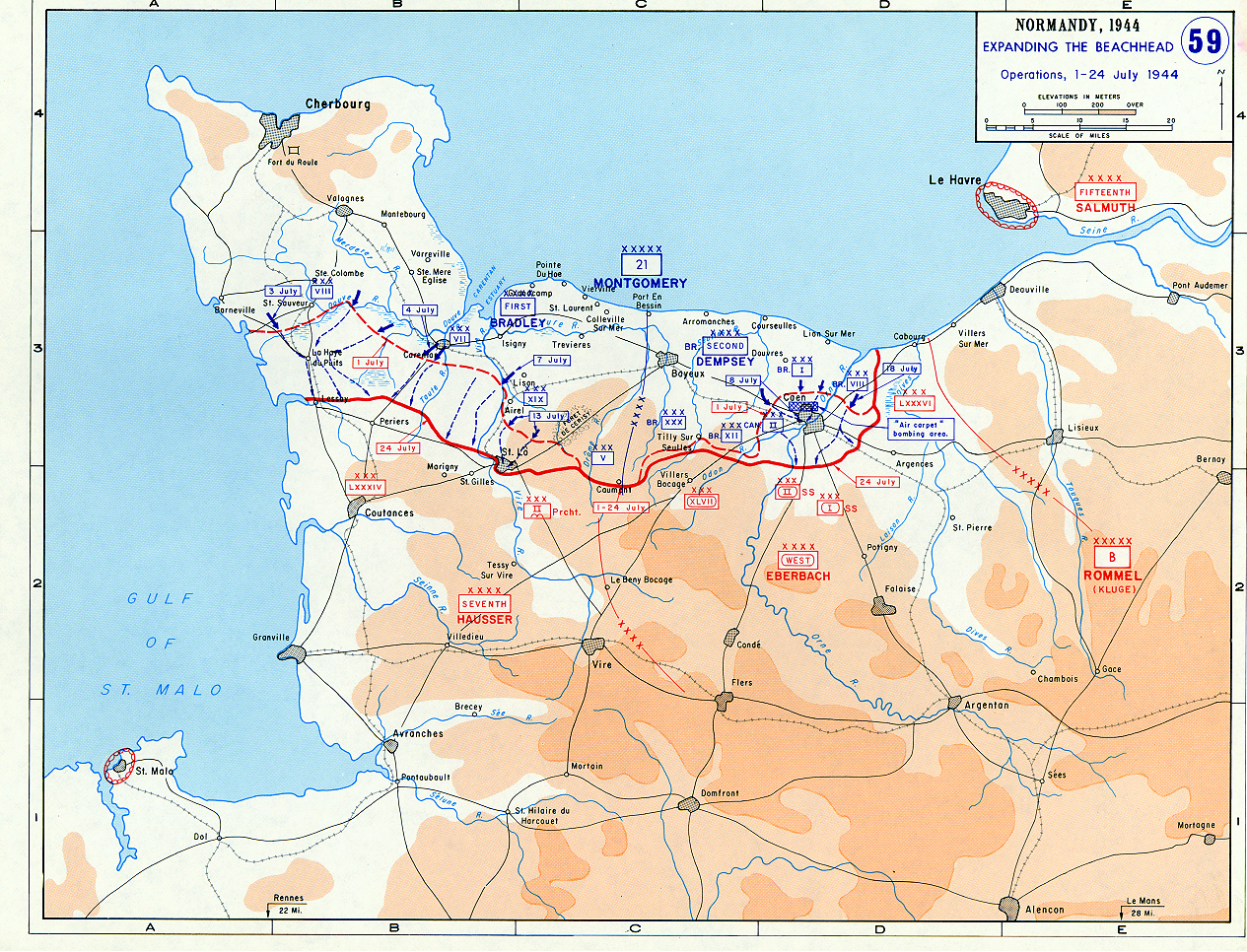
Linea del fronte al 24 luglio 1944.

Occupata Cherbourg la 1ª armata statunitense si mosse in direzione di Avranches con il duplice obiettivo di occupare totalmente la penisola di Cotentin e di realizzare una profonda penetrazione sul fianco sinistro della 7ª armata tedesca; l'offensiva, denominata in codice "operazione Cobra", prese il via il 25 luglio e prevedeva l'avanzata del VII corpo in direzione sud-ovest, sulla direttrice di Saint-Lô e di Marigny, mentre, sul suo fianco destro, l'VIII corpo sarebbe avanzato in direzione sud attraverso Périers e Coutances, puntando, protetta dall'avanzata del VII corpo, direttamente su Avranches. Nei giorni precedenti l'inizio dell'operazione reparti della 29ª divisione, appoggiati dalla 35ª divisione di fanteria, comandata dal generale Paul William Baade e appartenente al XIX corpo del generale Willis D. Crittenberger, aprirono la strada conquistando il 18 luglio Saint-Lô e le alture che la sovrastavano, avendo ragione della tenace resistenza del II corpo paracadutisti tedesco, comandato dal generale Eugen Meindl.
Il piano prevedeva l'attacco su di un fronte largo circa 7 chilometri, preceduto da un bombardamento a tappeto realizzato da circa 1600 bombardieri e appoggiato da circa 1000 pezzi di artiglieria, per una profondità di circa 2500 metri; l'avanzata della 9ª e della 30ª divisione di fanteria, comandata dal generale Leland Hobbs, e, sul loro fianco sinistro, della 1ª divisione di fanteria e della 2ª divisione corazzata, comandata dal generale Edward H. Brooks, appoggiate dalla 4ª divisione di fanteria, comandata dal generale Raymond O. Barton. L'attacco, inizialmente previsto per il giorno 19, in contemporanea con l'inizio dell'operazione Goodwood, fu ritardato dal maltempo e dalla pioggia che rese le strade impraticabili e solo il 24 luglio poté essere dato l'ordine ma, durante la giornata, il cielo si annuvolò nuovamente, costringendo a posticipare di un giorno l'inizio delle operazioni. Molti bombardieri erano comunque già in volo e, a causa della scarsa visibilità, sganciarono le loro bombe sui reparti avanzati della 30ª divisione che erano in attesa di avanzare.

#### Il crollo del fianco sinistro tedesco
Alle ore 07:00 del 25 luglio i reparti avanzati della 30ª divisione incominciarono a ripiegare in previsione dell'attacco aereo che ebbe inizio alle 09:38: squadriglie di cacciabombardieri si lanciarono sulle postazioni tedesche, seguite da 1800 bombardieri ma, analogamente a quanto successo il giorno precedente, i primi lanci di bombe risultarono corti, provocando 111 morti e 490 feriti tra i soldati statunitensi; i primi reparti del VII corpo che avanzarono al termine del bombardamento furono investiti dal fuoco dell'artiglieria che non era stata completamente neutralizzata, ma, sebbene i tedeschi avessero opposto un'accanita resistenza e l'avanzata del primo giorno fosse stata contenuta, il generale Fritz Bayerlein, comandante della divisione corazzata Panzer-Lehr, dirottata verso ovest allo scopo di contrastare l'avanzata della 1ª armata statunitense, riferì ad un emissario del feldmaresciallo von Kluge che il fronte, tenuto da undici divisioni ormai stremate, non avrebbe potuto reggere per più di un giorno all'urto delle quindici divisioni statunitensi che stavano avanzando, annotando nel contempo i primi ripiegamenti.

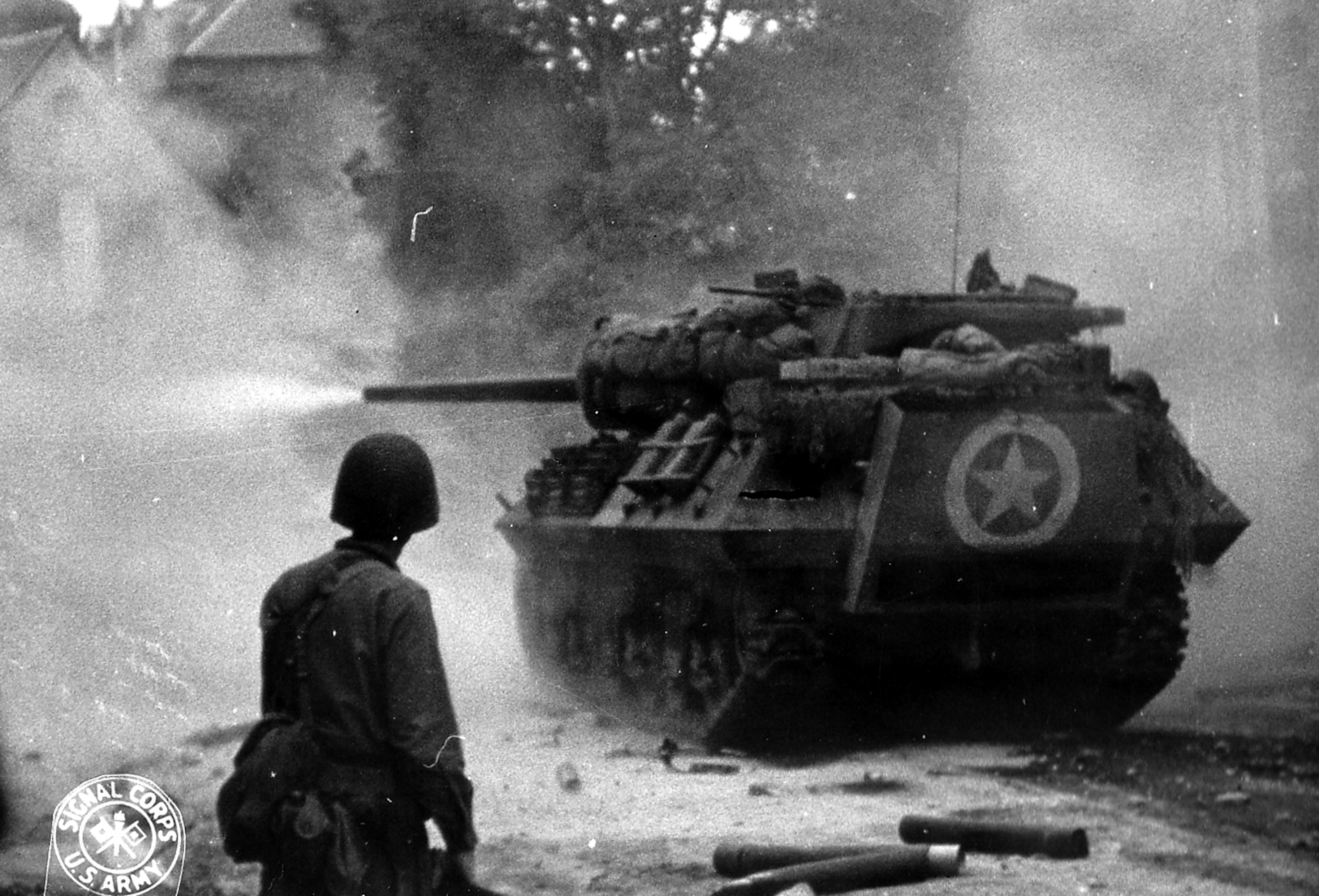
Un cacciacarri statunitense M10 Wolverine apre il fuoco nei pressi di Saint-Lô

Il 26 luglio la 2ª divisione corazzata, seguita dalla 9ª divisione di fanteria, sfondò il fronte tedesco conquistando l'importante nodo stradale a nord di Le Mesnil-Herman, e i due corpi d'armata poterono riunirsi; diversamente, l'attacco portato dall'8ª divisione di fanteria (generale Donald A. Stroh) e dalla 80ª divisione di fanteria (generale Horace L. McBride), venne fermato dai tedeschi, i quali tuttavia si ritirarono il giorno successivo, lasciandosi dietro solo vasti campi minati. Il pomeriggio del 28 luglio la 4ª divisione corazzata, comandata dal generale John Shirley Wood, occupò Coutances, realizzando il primo obiettivo dell'operazione.

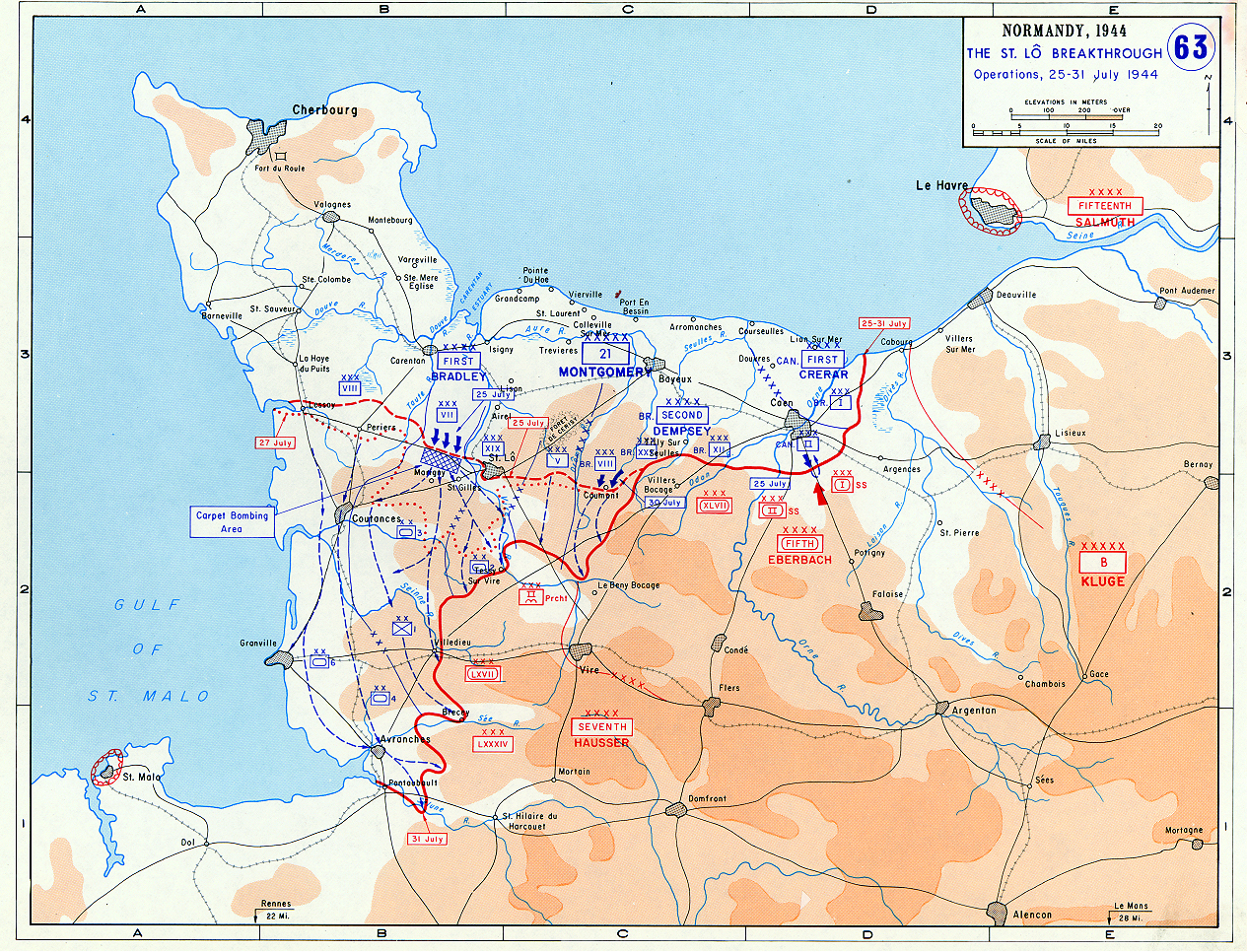
Movimenti del VII e dell'VIII corpo statunitense dal 25 al 31 luglio 1944

Per tentare di arginare l'avanzata statunitense, von Kluge inviò due divisioni corazzate nel settore ovest del fronte, la 116ª divisione corazzata, comandata dal generale Gerhard von Schwerin, e la 2. SS-Panzer-Division "Das Reich", comandata dallo Standartenführer Christian Tychsen, la quale, il 29 luglio, nei pressi di Percy, attaccò la 4ª divisione di fanteria e la 2ª divisione corazzata, appena aggregata al XIX corpo che aveva ricevuto il giorno prima l'ordine di iniziare ad avanzare verso sud, infliggendogli significative perdite. Il contrattacco tedesco venne però fermato dopo un solo giorno dagli attacchi dall'aria e dal sopraggiungere dei rinforzi statunitensi e la 4ª divisione corazzata, la sera del 30 luglio, fece il suo ingresso ad Avranches, catturando intatto il ponte di Pontaubault, aprendo di fatto agli Alleati le porte della Bretagna.
Il feldmaresciallo von Kluge, al fine di evitare il collasso del fianco sinistro del fronte tedesco, ordinò alla 77ª divisione di riconquistare a qualunque costo Avranches. Questa, appoggiata da militari sbandati provenienti da vari reparti e da elementi della 5ª divisione paracadutisti, riuscì a riconquistare brevemente Pontaubault ma l'arrivo dei cacciabombardieri statunitensi la costrinse a ritirarsi, ed inoltre impedì ai genieri tedeschi di far saltare il ponte. Dopo l'infruttuoso tentativo di contrattacco tedesco la 3ª armata statunitense, costituita il 1º agosto al comando del generale George Smith Patton, poté attraversare indisturbata il fiume Sélune e, forte di 7 divisioni, 100000 uomini e 15000 veicoli, dirigersi verso i porti fortificati di Brest, Lorient e Saint-Nazaire, dove stavano velocemente confluendo tutti i reparti in rotta della 7ª armata tedesca.

#### La svolta a destra in Bretagna

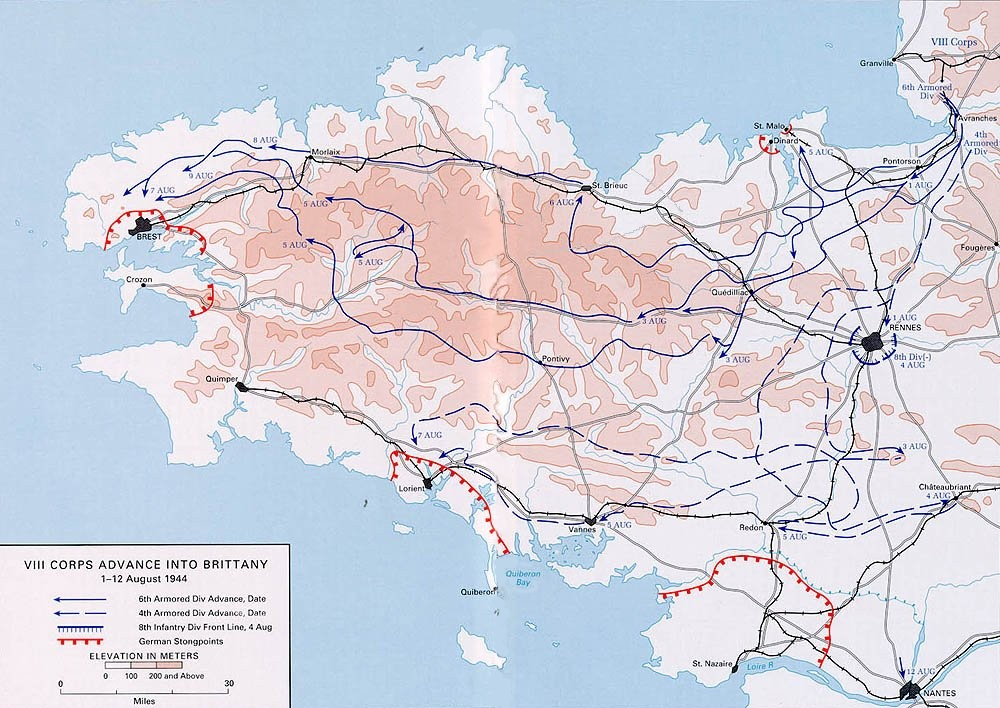
Movimenti della 3ª armata statunitense nella Bretagna, in direzione dei porti fortificati di Brest, Lorient e Saint-Nazaire e della baia di Quiberon

Completata l'occupazione della penisola di Cotentin la 3ª armata statunitense piegò sulla destra ed iniziò a dirigersi verso un altro importante obiettivo: i porti siti sulla costa bretone. L'operazione tuttavia non fu esente da critiche, in quanto il solo possesso della città di Avranches non garantiva alle truppe di Patton la copertura necessaria nel caso di un contrattacco tedesco che, se riuscito, avrebbe potuto tagliare fuori l'intera 3ª armata e "chiuderla" all'interno della Bretagna; gli Alleati erano a conoscenza che le forze tedesche presenti nella regione, ossia il XXV corpo di fanteria comandato dal generale Wilhelm Fahrmbacher, non disponevano di forze corazzate per effettuare una tale manovra, ma il generale Bradley, pur autorizzando la cosiddetta "svolta a destra in Bretagna", tenne a sottolineare che sarebbe stato preferibile dare il via all'operazione solo dopo avere ulteriormente consolidato il fronte.

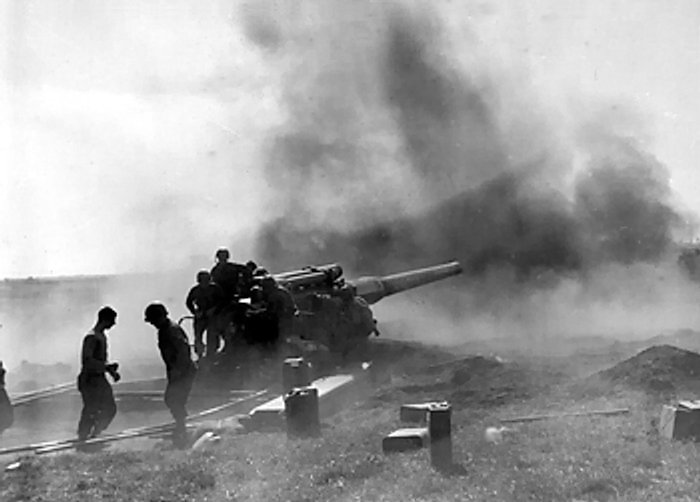
Artiglieria statunitense impegnata contro le postazioni difensive tedesche del porto fortificato di Brest

Tra l'1 ed il 2 agosto la 3ª armata riuscì a fare passare attraverso il ponte di Pontaubault quattro divisioni, di cui due corazzate, debolmente contrastate delle forze tedesche che ripiegarono velocemente verso i porti fortificati, non essendo riuscite a stabilizzare un fronte. La 6ª divisione corazzata, comandata dal generale Robert W. Grow, si diresse verso ovest, marciando in un territorio già in gran parte occupato dalla resistenza francese e catturando 4000 prigionieri praticamente senza subire perdite, mentre la 4ª divisione corazzata, passata al comando del generale John S. Wood, si diresse verso sud in direzione di Châteaubriant, superando Rennes, la quale venne occupata il mattino del 4 agosto da reparti dell'8ª divisione di fanteria.
Conquistato l'importante nodo stradale il generale Wood, constatata l'insussistenza di forze nemiche sufficienti ad operare un contrattacco nel settore, largo circa 150 chilometri, che andava da Avranches all'estuario della Loira, avrebbe inteso deviare verso est in direzione di Chartres, iniziando a porre le basi per quella che sarebbe stata l'offensiva verso Falaise, ma il generale Middleton, in accordo con il generale Bradley, ordinò alla 4ª divisione corazzata di proseguire sull'originaria direttrice di marcia, allo scopo di occupare Vannes ed impadronirsi della baia di Quiberon, destinata, secondo i piani prestabiliti nell'operazione Overlord, ad ospitare un altro porto artificiale, tenendola di fatto bloccata di fronte a Lorient dal 6 al 10 agosto, e consentendole di riprendere la marcia verso est solo il giorno 13.
L'occupazione della Bretagna, analogamente a quanto avvenne per la conquista di Cherbourg, costituì per gli Alleati una significativa vittoria sul piano del prestigio ma non ottenne risultati apprezzabili sul piano militare; le forze tedesche presenti nella regione erano troppo deboli per contrastare un'avanzata verso est, in direzione di Falaise e Parigi, e i porti, obiettivi primari nella preparazione dell'apertura del secondo fronte, non furono conquistati in tempo utile per renderli operativi e per essere utilizzati durante la campagna: Brest venne occupata solo il 19 settembre mentre le guarnigioni di Lorient e di Saint-Nazaire si arresero solo alla fine della guerra, e dovettero passare altre due settimane affinché le truppe statunitensi impegnate in Bretagna raggiungessero Argentan per congiungersi con il fianco sinistro della 2ª armata britannica.

#### Il contrattacco tedesco

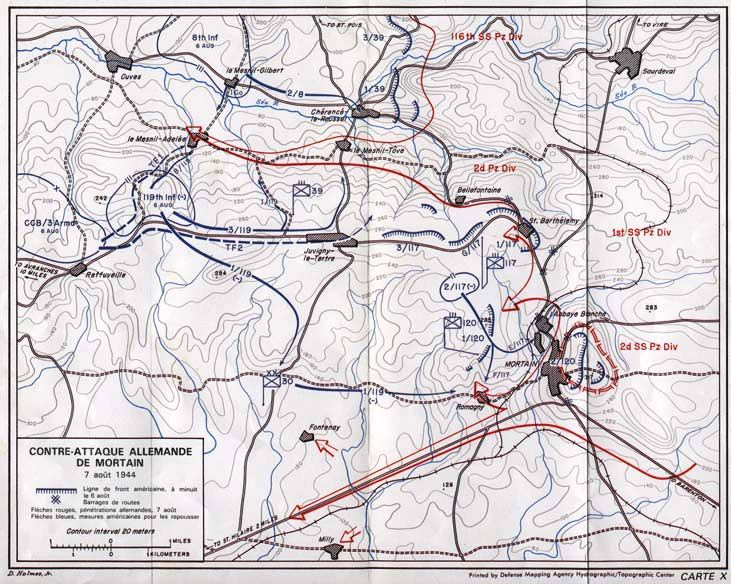
Direttrici d'attacco del XXXXVII corpo corazzato tedesco durante l'operazione Lüttich

La veloce avanzata in Bretagna e nella valle della Loira aveva consentito agli statunitensi di sfondare il fianco sinistro dello schieramento tedesco ma questo, sul lato destro, era ancora sufficientemente stabile e solo il controllo della città di Avranches garantiva l'afflusso delle truppe e dei rifornimenti. Allo scopo di allargare il corridoio, il VII corpo avanzò verso est in direzione di Mortain, che venne occupata il 3 agosto dalla 1ª divisione di fanteria e dalla 3ª divisione corazzata, mentre il XIX corpo iniziò una manovra in direzione sud-est, con l'intento di raggiungere il fiume Vire. Lo spazio di circa 25 chilometri, aperto dalla 1ª armata alla base della penisola di Cotentin, era tuttavia ancora troppo sottile ed il pericolo di un contrattacco che tagliasse le linee di collegamento e che isolasse le truppe che avevano superato Avranches era ancora presente ed Hitler tentò di sfruttare questa possibilità, pianificando la cosiddetta "operazione Lüttich", ossia un attacco portato con tutte le forze corazzate in quel momento disponibili per riconquistare Mortain, isolare la 3ª armata, ristabilizzare il fronte e porre le basi per una controffensiva che avrebbe respinto gli Alleati verso la Manica.

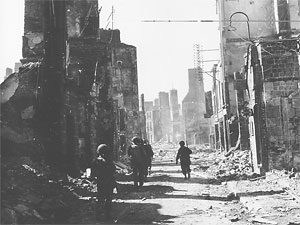
Soldati della 30ª divisione di fanteria statunitense tra le rovine di Mortain

Nei piani del Führer l'attacco doveva essere portato con otto divisioni corazzate e una di panzergrenadier: la 1ª e 2ª SS e la 17ª SS-Panzergrenadier (quest'ultima dello Standartenführer Otto Binge), assieme alla 2ª e alla 116ª a formare il XXXXVII corpo corazzato comandato dal generale Hans Freiherr von Funck; e la 9ª (Erwin Jollasse), e l'11ª (Wend von Wietersheim), stanziate nel sud della Francia e già promesse a von Kluge il 27 luglio, assieme alla 9ª SS, passata al comando dell'Oberführer Friedrich-Wilhelm Bock, e alla 10ª SS che operavano nel settore di Caen, per un totale di circa 1400 carri armati. Lo scopo era quello di realizzare un'offensiva simile allo sfondamento operato dal generale Erich Ludendorff nella battaglia di Liegi durante la prima guerra mondiale. Le condizioni del fronte tedesco tuttavia non permettevano il tempo di attesa necessario per raggruppare tutte le forze e quindi von Kluge decise di utilizzare solo le quattro divisioni già presenti nella zona, le quali disponevano di soli 250 carri armati, per l'attacco che prese il via la notte tra il 6 ed il 7 agosto.

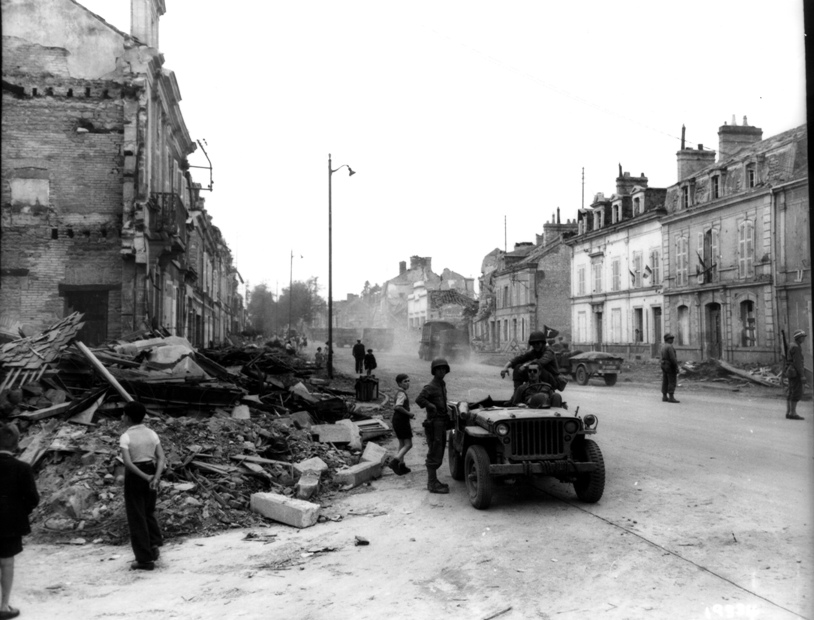
Soldati statunitensi ad Alençon durante l'avanzata verso Falaise

Le forze tedesche avanzarono senza essere precedute dal fuoco di sbarramento dell'artiglieria, allo scopo di tentare di sfruttare il fattore sorpresa: la 2ª divisione corazzata SS e la 17ª divisione SS-Panzergrenadier superarono Mortain da nord e da sud, conquistando Romagny e Le Mesnil-Adelée, mentre la 1ª e la 116ª divisione rimasero indietro; il quartier generale di Bradley, preavvertito la sera del 6 agosto dal servizio crittografico Ultra dell'attacco tedesco, aveva messo in allarme la 30ª divisione, la quale, immediatamente dopo l'inizio dell'attacco, aprì il fuoco con artiglieria e mortai, rallentando la marcia del XXXXVII corpo corazzato che, il mattino del 7 agosto, venne comunque a trovarsi a soli 15 chilometri da Avranches. Il contrattacco statunitense fu immediato: la 4ª divisione corazzata fu inviata a bloccare il lato nord dell'avanzata tedesca, la 3ª divisione corazzata andò a rinforzare la 30ª divisione ed il XV corpo, comandato dal generale Wade H. Haislip, si diresse verso sud in direzione di Alençon e di Argentan, prospettando una larga manovra di accerchiamento.
Lo stesso giorno l'attacco tedesco subì un ulteriore rallentamento dovuto all'azione dei cacciabombardieri britannici Typhoon e dei Thunderbolt statunitensi che attaccarono la 2ª divisione corazzata, priva della copertura aerea promessa da Hitler, infliggendole gravi perdite e riducendo drasticamente il già esiguo numero di panzer disponibili, tanto che von Kluge ritenne di doverlo fermare e di riposizionare le forze in assetto difensivo, anche se Hitler insistette affinché esso fosse proseguito. L'ultimo tentativo di continuare l'operazione fu costituito dall'affiancare alle residue forze rimaste l'ultima unità corazzata disponibile, la 9ª divisione, in quel momento impegnata a fronteggiare l'avanzata della 3ª armata statunitense che premeva verso est dalla Bretagna, ma anche questo tentativo non ebbe successo, contribuendo inoltre a scoprire ulteriormente il fianco sud dello schieramento che rischiava di sfaldarsi, e, soprattutto, dopo l'inizio dell'avanzata britannica nella zona di Caen in direzione di Falaise, vi era il pericolo concreto che la 7ª armata e la 5ª armata corazzata, affidata al comando del generale Heinrich Eberbach, rimanessero intrappolate; questo indusse il Führer ad interrompere l'attacco l'11 agosto, evitando tuttavia di ordinare il ripiegamento.

### Fronte della 2ª armata britannica

#### I limitati progressi di Montgomery

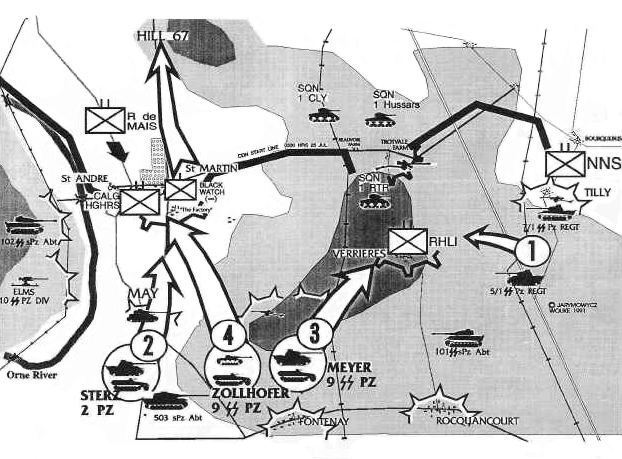
Il contrattacco tedesco durante l'operazione Spring

Contemporaneamente allo sfondamento realizzato dal VII e dall'VIII corpo statunitense sul fianco sinistro della 7ª armata tedesca, la 2ª armata britannica si mosse in direzione sud, proseguendo sulla direttrice di avanzata che, dieci giorni prima, l'avevano portata alla conquista di Caen; il 30 luglio ebbe inizio l'operazione Bluecoat, ossia l'offensiva che avrebbe dovuto portare l'VIII corpo britannico, appoggiato sul suo fianco destro dal V corpo statunitense, ad avanzare in direzione di Vire e di Mont Pinçon. Tale operazione seguì il primo infruttuoso tentativo di avanzata, avvenuto cinque giorni prima ad opera del II corpo canadese con la cosiddetta "operazione Spring", bloccata dopo soli due giorni dal I corpo corazzato SS comandato dall'Oberstgruppenführer Josef Dietrich.
L'operazione non ottenne i risultati previsti e, nonostante la cattura di circa 10000 prigionieri, la resistenza opposta dalla 5ª armata corazzata e dal II corpo corazzato SS, comandato dall'Obergruppenführer Wilhelm Bittrich, non consentì alle forze Alleate di andare oltre la conquista di Vire, fermando la loro avanzata dopo appena 3 chilometri. Mentre nel comando statunitense il generale Bradley assumeva il comando di tutte le forze statunitensi in Francia, designate come XII gruppo di armate, il generale Montgomery, frustrato dai limitati progressi rispetto all'alleato, rimosse dal comando alcuni generali colpevoli, a suo pensare, di non motivare adeguatamente le truppe.

#### Lo sfondamento della 1ª armata canadese a Falaise

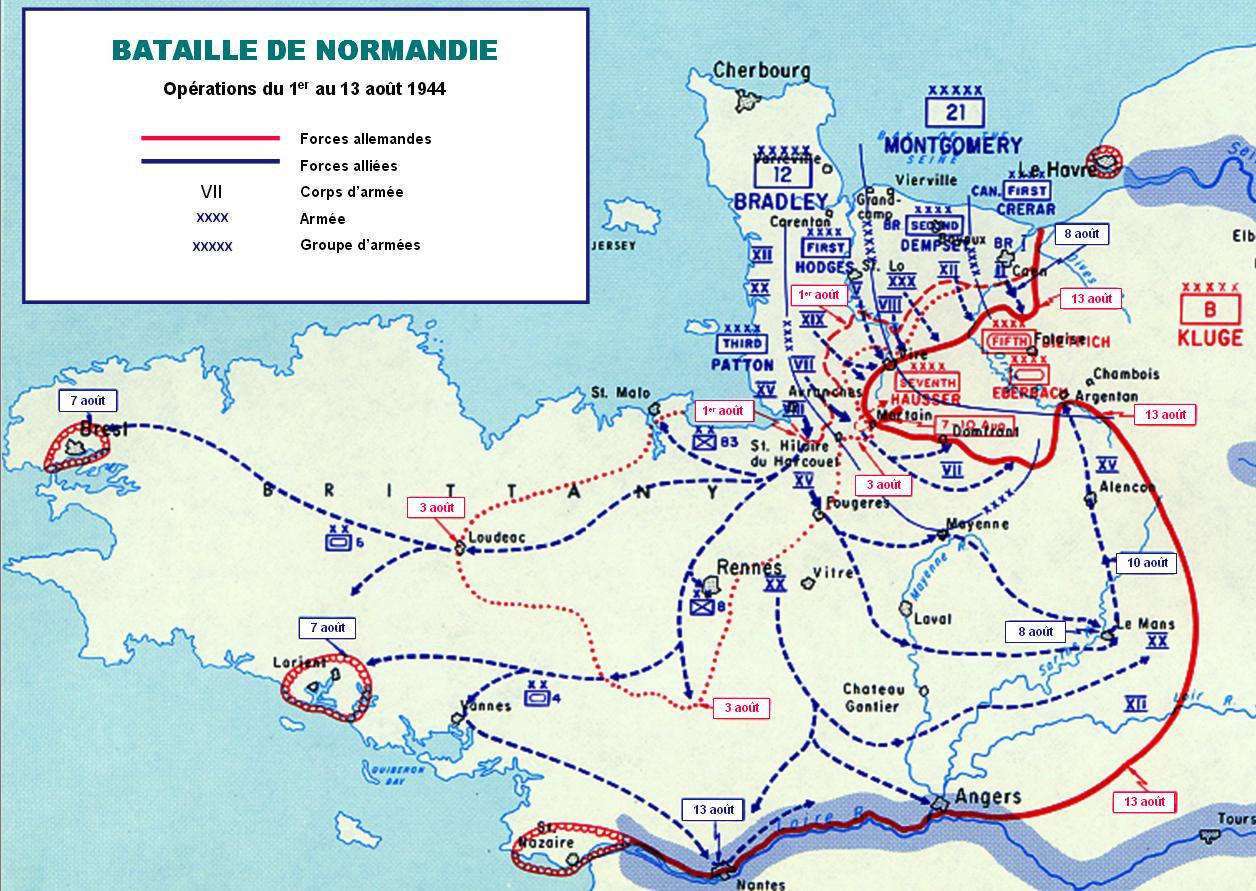
Movimenti delle forze Alleate dal 1º al 13 agosto 1944

Contemporaneamente all'inizio del contrattacco tedesco nella zona di Mortain anche la 2ª armata britannica riprese l'avanzata ed il 6 agosto la 43ª divisione di fanteria "Wessex" conquistò la cima di Mont Pinçon, mentre la 59ª divisione di fanteria "Staffordshire" attraversò il fiume Orne a nord di Thury-Harcourt. Questi movimenti precedettero l'attacco in direzione sud che prese il via la notte tra il 7 e l'8 agosto ad opera del II corpo d'armata canadese; il generale Montgomery infatti, dopo il fallimento dell'operazione Bluecoat, aveva ordinato di riprendere l'avanzata verso Falaise al fine di prendere alle spalle le forze corazzate tedesche che stavano avanzando verso Avranches, con l'ulteriore scopo di appoggiare i combattimenti difensivi degli statunitensi e di impedire a von Kluge di distogliere le forze presenti nel settore di Caen per supportare l'operazione Lüttich.

Movimenti delle forze Alleate durante le operazioni Totalise e Tractable

L'attacco, denominato "operazione Totalise", fu preceduto da un bombardamento a tappeto che spianò il terreno alla 4ª brigata corazzata canadese, alla 51ª divisione di fanteria "Highland" ed alla 3ª divisione di fanteria canadese che iniziarono ad avanzare, supportate dall'azione dell'8ª forza aerea che tuttavia, analogamente a quanto avvenuto sul fronte statunitense, sbagliò la misura dei lanci di bombe colpendo anche le forze Alleate. Le forze tedesche avevano perso tre divisioni corazzate, inviate ad ovest per l'attacco verso Avranches, e il primo urto fu sostenuto dall'89ª divisione di fanteria, appena giunta dalla Norvegia, e dalla 12. SS-Panzer-Division "Hitlerjugend", le quali riuscirono a bloccare l'avanzata Alleata a Tilly-la-Campagne; il 9 agosto, dopo che erano stati percorsi circa 10 chilometri, un contrattacco tedesco causò la perdita di 47 carri armati Alleati e l'offensiva, nonostante la 1ª divisione corazzata polacca del generale Stanisław Maczek fosse riuscita ad occupare Saint-Sylvain, iniziò a perdere slancio, tanto che, il giorno 11, dopo un fallito attacco tentato la notte del 10 verso quota 195, nella zona di Quesnay, il generale Montgomery, visti i minimi progressi realizzati, dovette interromperla.

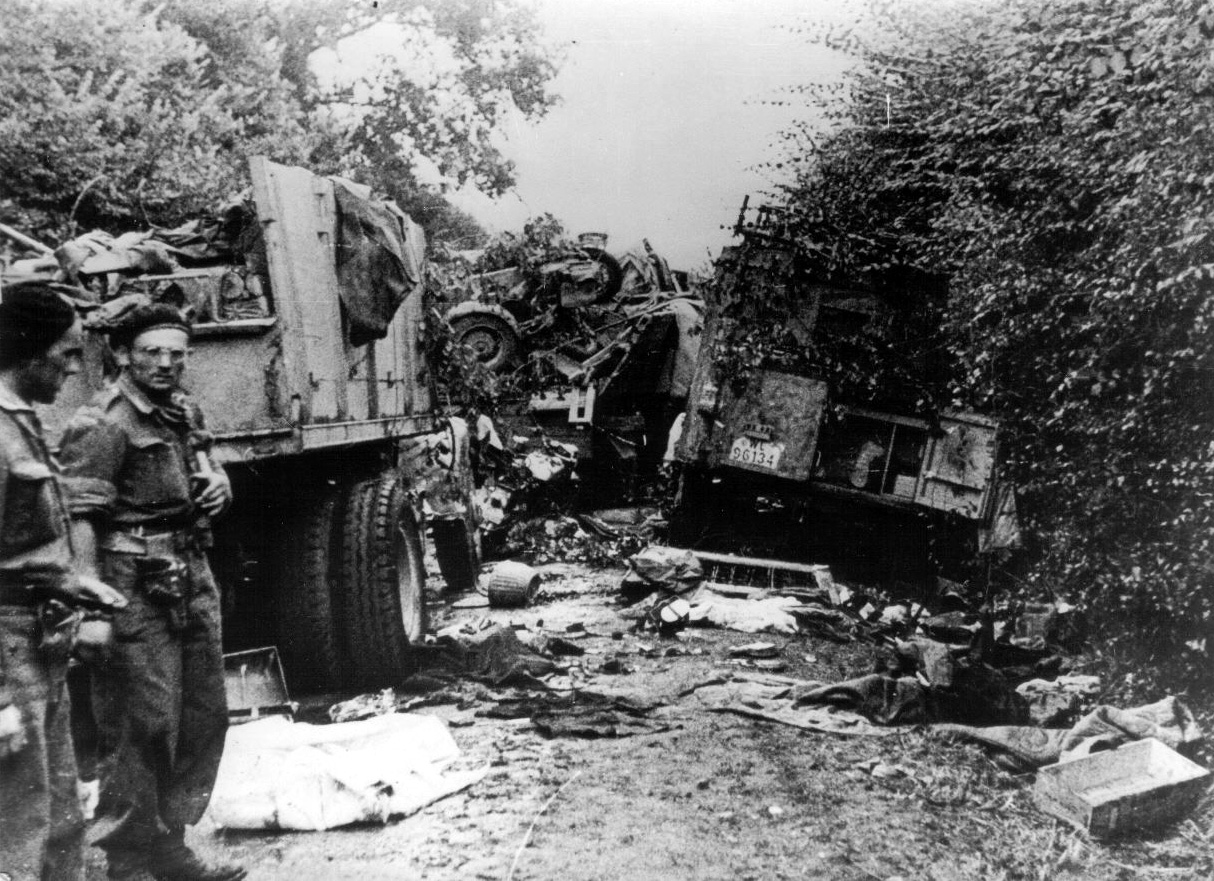
Colonna motorizzata tedesca distrutta dalla 1ª divisione corazzata polacca durante l'offensiva verso Falaise

Nei giorni tra il 12 ed il 14 agosto i movimenti delle truppe canadesi furono limitati alla zona di Laize-la-Ville, mentre Montgomery stendeva i preparativi per l'attacco successivo, allo scopo di sfondare definitivamente il sempre più indebolito fronte tedesco di fronte a Falaise, che distava ormai solo 20 chilometri. L'attacco, la cosiddetta "operazione Tractable", prese il via il mattino del 14 agosto, preceduto nuovamente da un bombardamento corto che causò circa 300 vittime, ma la 4ª brigata corazzata canadese, superato non senza difficoltà il fiume Laison, venne immediatamente rallentata dall'azione dell'artiglieria controcarro, e la 3ª divisione di fanteria canadese, dopo avere conquistato il villaggio di Soulangy, lo perdette il giorno dopo a seguito di un contrattacco, mentre la 2ª divisione di fanteria canadese, comandata dal generale Charles Foulkes, approfittò del ripiegamento dei tedeschi per posizionarsi a circa due chilometri dalla periferia di Falaise, iniziando l'attacco alla città che venne liberata il 17 agosto, giorno in cui Hitler destituì il feldmaresciallo von Kluge dal comando del Oberbefehlshaber West, per sostituirlo con il feldmaresciallo Walter Model.
Il nuovo comandante del fronte ovest diede immediatamente disposizioni per il ritiro della 7ª armata e di ciò che restava della 5ª armata corazzata, lasciando al II corpo corazzato SS ed al XXXXVII corpo corazzato il compito di tenere rispettivamente a nord contro i britannici e a sud contro gli statunitensi. Questi ultimi tuttavia erano fermi ad Argentan, mentre la 1ª divisione corazzata polacca e la 4ª divisione corazzata canadese, comandata dal generale George Kitching, procedevano lentamente verso Trun; il 18 agosto venne occupata Louvières, ma l'avanzata fu ostacolata, oltreché dalla natura del terreno e dalla resistenza delle forze tedesche, dai continui attacchi aerei che, oltre ad infliggere danni e gravi perdite ai tedeschi, continuavano a colpire le avanguardie Alleate. Montgomery chiese ripetutamente a Simonds e Crerar (comandante della 1ª Armata canadese) di accelerare la marcia al fine di chiudere rapidamente il varco tra la 1ª armata canadese e la 3ª armata statunitense, ma la resistenza della 3ª divisione paracadutisti tedesca consentì a migliaia di superstiti della 7ª armata di fuggire verso est; il 19 agosto le avanguardie della 3ª armata raggiunsero la Senna a Mantes-la-Jolie e, il 21 agosto, le truppe polacche e statunitensi si incontrarono a Chambois, non riuscendo tuttavia a chiudere completamente la sacca.

### La sacca di Falaise e i dubbi sull'avanzata verso Parigi

Soldati della 50ª divisione di fanteria britannica "Northumbria" a colloquio con alcuni civili francesi il 23 agosto 1944

Tra il 21 ed il 22 agosto gli ultimi reparti sbandati della 7ª armata e della 5ª armata corazzata riuscirono, combattendo od eludendo le truppe Alleate, ad evadere dalla sacca prima che questa si chiudesse definitivamente, portando a 300000 il numero complessivo dei soldati che riuscirono a salvarsi, ma fino al 24 agosto un ponte gettato da reparti del genio sulla Senna consentì il passaggio, oltre che delle truppe, anche a 25000 veicoli che poterono attraversarlo solo di notte. La chiusura della sacca costò ai tedeschi la perdita di 60000 uomini, che si aggiunsero al totale di quaranta divisioni perdute durante la battaglia di Normandia, ma Montgomery, che solo due giorni prima aveva emanato una direttiva esortando i comandanti sul campo a "compiere un ultimo sforzo per tappare la bottiglia normanna", nonostante fosse giunto alla conclusione che tutte le forze tedesche ad ovest delle linee alleate erano state annientate o catturate, si era parimenti reso conto che la sacca era stata chiusa con notevole ritardo, permettendo la fuga ad un numero troppo elevato di soldati ed infatti, immediatamente dopo l'incontro tra i reparti avanzati delle due armate Alleate, il generale Crerar rimosse dal comando della 4ª divisione corazzata il generale George Kitching, colpevole a suo dire di non essere avanzato abbastanza velocemente, sostituendolo con il generale Christopher Vokes.
L'attacco al Vallo Atlantico, con la conseguente liberazione della Francia, vide anche la partecipazione delle forze armate della Francia libera, rappresentata dal governo francese all'estero presieduto dal generale Charles de Gaulle, che presero parte attiva alle operazioni con unità terrestri, aeree e navali affiancate da una significativa attività partigiana. Il governo francese ebbe inoltre un forte peso politico nella tempistica delle operazioni, inducendo il comandante dello SHAEF, il generale Dwight D. Eisenhower ad accelerare la liberazione di Parigi, nella quale entrò per prima la 2ª divisione corazzata francese. Infatti, una volta eliminata la resistenza delle due armate tedesche di stanza in Normandia, la 2ª divisione corazzata francese, comandata dal generale Philippe Leclerc de Hauteclocque, inquadrata nella 3ª armata statunitense, il 23 agosto si mosse verso Parigi dove, da accordi intercorsi tra gli Alleati, sarebbe entrata per prima. Era accaduto infatti che Charles de Gaulle, insieme al generale Henri Giraud del Comitato francese di Liberazione nazionale, il 9 agosto si era incontrato con il generale Eisenhower allo scopo di convincerlo a fare entrare per prima nella capitale l'unità francese, vedendosi opporre, anche per mano di Bradley, alcune obiezioni in merito all'avanzata verso Parigi: dal punto di vista logistico la necessità, dopo la liberazione, di rifornire i due milioni di abitanti; dal punto di vista politico, la volontà di non interferire nella lotta di potere tra la destra e la sinistra francese, elemento che sarebbe stato inevitabile essendo il generale da Gaulle il presidente del Governo provvisorio della Repubblica francese; dal punto di vista militare, la sostanziale inutilità dell'obiettivo, che avrebbe ritardato l'inseguimento delle due armate tedesche in ritirata. L'insistenza francese produsse l'effetto desiderato ed Eisenhower avallò la proposta, dichiarando che "non vi fossero validi motivi per ritardare l'occupazione di Parigi".

### La liberazione di Parigi e la fine della battaglia di Normandia

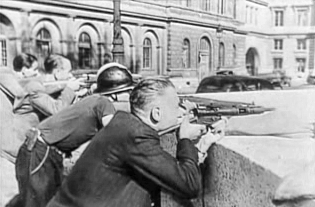
Abitanti di Parigi aprono il fuoco contro le truppe tedesche durante l'insurrezione

Adolf Hitler, a seguito dell'avanzata degli Alleati in Normandia e verso Parigi, il 7 agosto convocò il generale Dietrich von Choltitz a Rastenburg, nominandolo comandante militare di Groß-Paris ("grande Parigi", intesa come l'intero agglomerato urbano), conferendogli tutti i poteri di comandante di una fortezza assediata. Il 10 agosto gli trasmise i suoi piani per la difesa, sostenendo che il mantenimento della capitale francese sarebbe stato di vitale importanza sia strategica che politica; l'idea del Führer si basava sul pericolo dello sfondamento dell'intero fronte, con annessa la perdita delle rampe di lancio da cui partivano le bombe volanti dirette in Inghilterra, e sul fatto che la perdita di Parigi aveva storicamente sempre rappresentato la perdita di tutta la Francia, e quindi dette disposizioni affinché la città fosse predisposta ad una difesa estrema e, in caso di sconfitta, che tutte le sue strutture fossero distrutte.

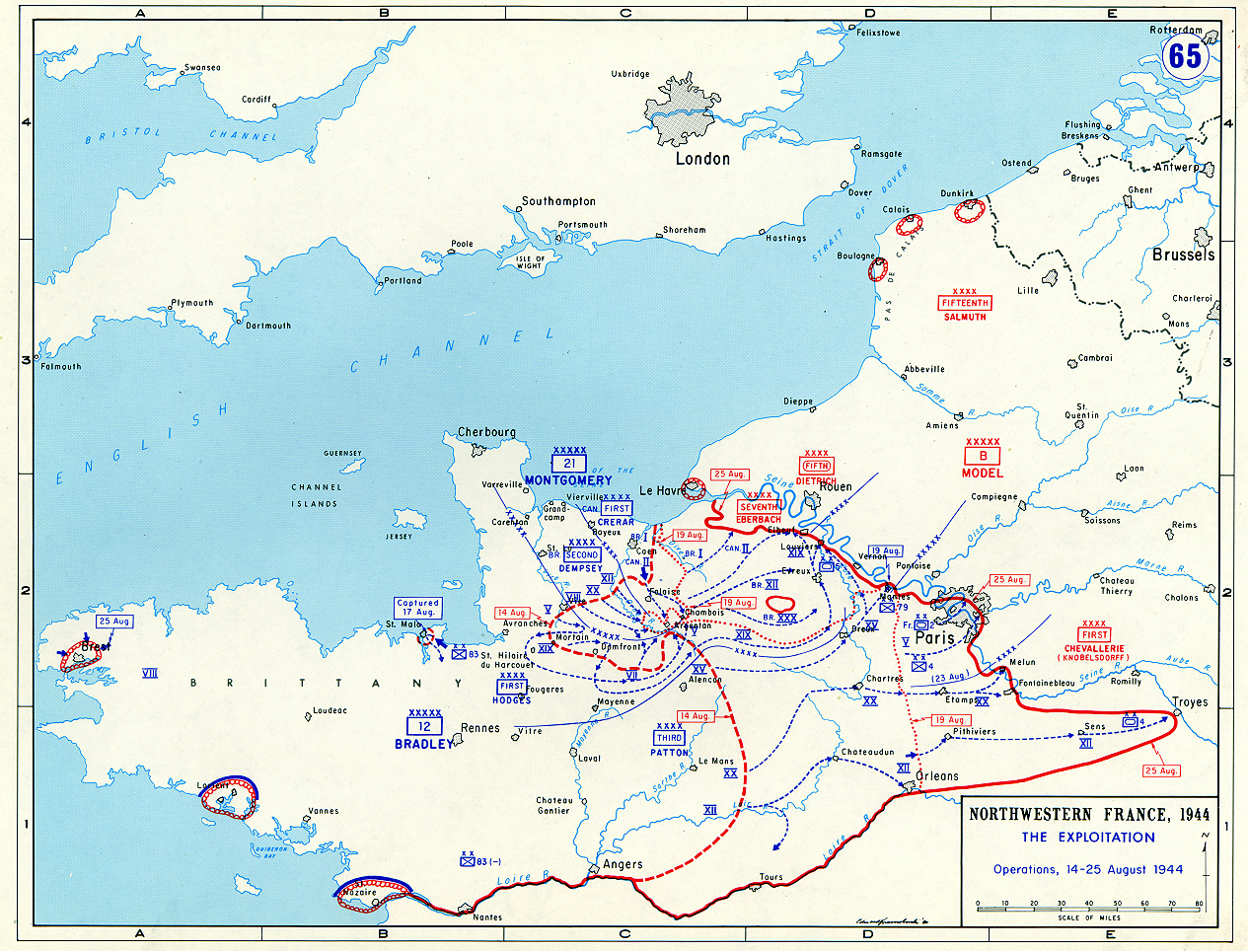
Linea del fronte il 25 agosto 1944, al termine della battaglia di Normandia

I successi delle armate Alleate, e soprattutto l'approssimarsi della sconfitta delle forze occupanti, incoraggiarono la popolazione di Parigi, in quel momento occupata da 20000 soldati tedeschi, ad iniziare alcuni movimenti di ribellione, alla quale nessun ufficiale di collegamento Alleato poté opporsi. Il 10 agosto elementi del partito comunista organizzarono uno sciopero, bloccando il traffico ferroviario in arrivo ed in partenza dalla capitale, inducendo von Choltitz a diramare l'ordine di disarmare la polizia, la quale, rifiutandosi di ottemperarlo, si ammutinò; il 15 agosto avvenne una grande manifestazione spontanea che radunò la folla di fronte alla cattedrale di Notre-Dame per ascoltare le notizie provenienti dal fronte, il giorno 18 i muri della città furono ricoperti di manifesti che incitavano alla rivolta ed il 19 agosto 3000 tra gendarmi ed agenti di polizia occuparono la prefettura di Parigi, dando di fatto il via all'insurrezione che provocò i primi scontri a fuoco all'interno della città.
Il giorno successivo, dopo che von Choltitz aveva autorizzato, in segno di distensione, il rilascio di 4213 prigionieri francesi, venne negoziata una tregua tra questi ed il console svedese e rappresentante della Croce Rossa Raoul Nordling che venne inizialmente accettata ma il 21 agosto le SS, disattendendo le disposizioni per la tregua che miravano da un lato a consentire ai tedeschi di lasciare la città senza spargimenti di sangue e dall'altro ad evitarne la distruzione, aprirono il fuoco sui civili facendo riprendere i combattimenti che, da quel momento, cessarono solo dopo la liberazione della città. La situazione che si stava delineando a Parigi indusse il generale Eisenhower ad accelerare i tempi per la liberazione e, mentre il 23 agosto due divisioni della 3ª armata statunitense (la 7ª divisione corazzata comandata dal generale Robert W. Hasbruck e la 79ª divisione di fanteria), avevano attraversato la Senna, ed in città era iniziata la caccia ai "collabos" ed alle "souris grises", venne autorizzato l'invio della 4ª divisione di fanteria e della 2ª divisione corazzata francese, forte di 16000 uomini e 2000 veicoli, direttamente su Parigi.

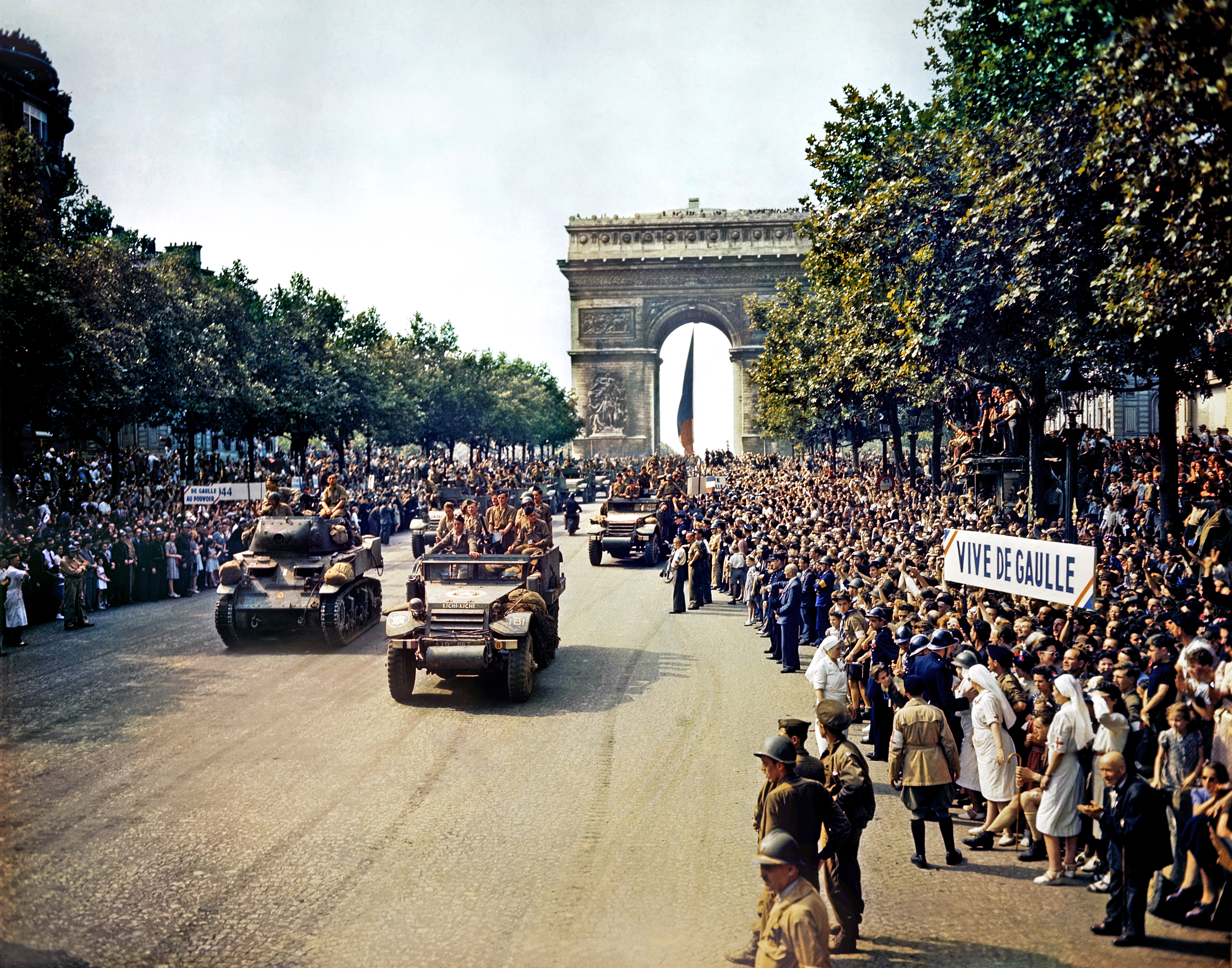
La "parata della vittoria" della 2ª divisione corazzata francese sugli Champs-Élysées il 26 agosto 1944

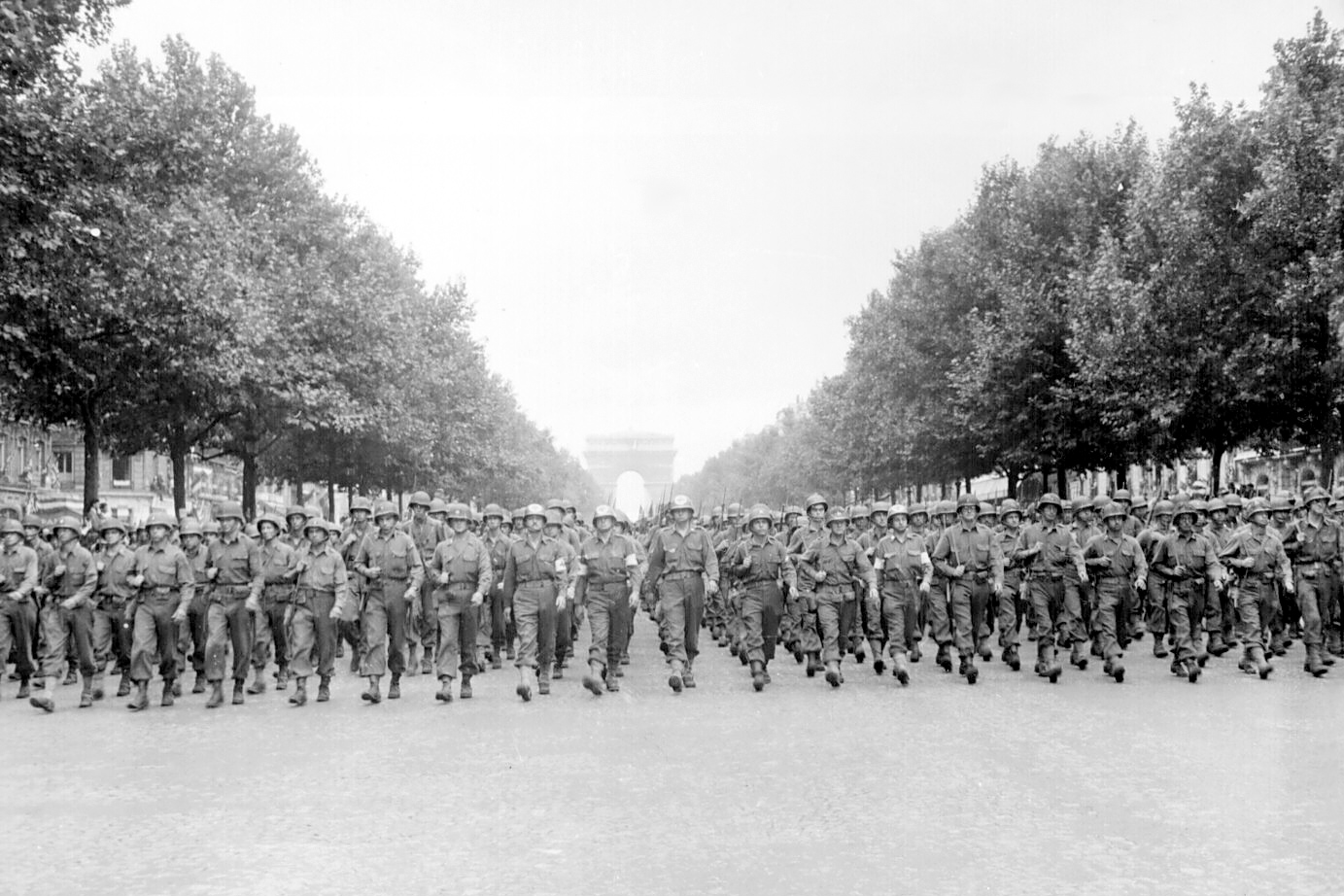
La parata della 28ª divisione di fanteria statunitense sugli Champs-Élysées il 29 agosto 1944

Il 24 agosto lo SHAEF impartì le disposizioni per l'occupazione della capitale e la sera stessa il capitano Raymond Dronne si incontrò con il segretario generale del CNR (Conseil National de la Résistance) Georges Bidault all'Hôtel de Ville per comunicargliele. A mezzanotte, accolto dalle campane di Notre-Dame, il generale Leclerc fece il suo ingresso in città. Il giorno dopo, nel primo pomeriggio, dopo l'ultimo significativo scontro a fuoco, von Choltitz venne prelevato dall'Hôtel Meurice, dove aveva sede il suo quartier generale, e portato in municipio dove, alla presenza di Leclerc, gli vennero dettate le condizioni per la resa; dopo che queste furono accettate, venne trasferito alla Gare de Paris Montparnasse, dove impartì l'ordine ai reparti al suo comando di deporre le armi. Il generale de Gaulle giunse a Parigi alle 19:15 e si recò al ministero della guerra dove rifiutò di leggere il proclama, redatto da Bidault, tenendo un breve discorso dal balcone senza mai pronunciare le parole "resistenza" e "CNR", ed il 26 agosto pretese, non senza polemiche e contro il parere del comando Alleato, che le truppe francesi sfilassero in parata lungo gli Champs-Élysées.
Il 28 agosto il generale de Gaulle dette l'ordine di scioglimento per le forze della Francia libera e per tutte le organizzazioni della resistenza, sottolineando che chi avesse desiderato continuare a combattere i tedeschi avrebbe potuto farlo solo entrando nel nuovo esercito francese. Il giorno dopo, con Parigi già completamente liberata, avvenne la parata della 28ª divisione di fanteria statunitense, comandata dal generale Norman Cota, ponendo ufficialmente termine alla battaglia di Normandia.